# 2021年の政治
< 2020年 | 2021年の政治 | 2022年 >
2021年の政治（2021ねんのせいじ）では、2021年の政治分野で起きた、または予定されている出来事についてまとめる。なお、国旗が無い記述は日本における出来事である。

## 出来事

### 1月
- 1日
  -  ギー・パルムランが2021年度のスイス連邦大統領に、イニャツィオ・カシスが連邦副大統領に就任[1]。
  -  アメリカ合衆国上院は、ドナルド・トランプ大統領が拒否権を行使した2021会計年度の国防予算の大枠を決める国防権限法案を3分の2以上の賛成（賛成81、反対13）で再可決。下院は既に再可決しており、同法は成立[2]。
- 3日 -  アメリカ合衆国第117議会（英語版）開会。下院では民主党のナンシー・ペロシを議長に再選[3]。
- 4日 -  ギニアのイブラヒマ・カッソーリ・フォファナ（英語版）内閣が総辞職[4]。
- 5日
  -  ブルキナファソのロック・マルク・クリスチャン・カボレ大統領はクリストフ・ジョセフ・マリー・ダビレ（英語版）を首相に再任[5]。
  -  アメリカ合衆国上院ジョージア州選挙区決選投票（英語版）が執行され、民主党が2議席とも獲得。上院は共和・民主が同数（50議席）に[6]。
  -  朝鮮労働党第8次大会が開幕[7]。12日まで開催[8]。
  -  サウジアラビアなど4カ国は、2017年から断交していたカタールとの国交回復で合意[9]。
- 6日 -  アメリカ合衆国議会は2020年大統領選挙の結果を認定する審議を上下院合同で実施。開始直後にドナルド・トランプの再選支持を訴える集団が武器を持って議会議事堂に乱入し審議が一時中断。警備当局との騒動のさなかトランプ支持者や警察官など5人が死亡（合衆国議会議事堂襲撃事件）[10][11]。翌7日、議会はジョー・バイデン前副大統領の次期大統領選出を確定[12]。
- 7日 -  アメリカ合衆国のイレーン・チャオ運輸長官が議会襲撃事件を受け11日付での辞任を表明。その後、ベッツィ・デヴォス教育長官も8日付での辞任を表明。この他にも高官の辞任が相次ぐ[13]。
- 8日 -  大韓民国のソウル中央地方法院は2016年1月に訴訟が始まった慰安婦訴訟に対し、日本政府に賠償を命じる一審判決を宣告[14]。
- 9日 -  論文の盗用疑惑が持ち上がっていたオーストリアのクリスティーネ・アッシュバッハー（英語版）労働・家族・青年大臣が辞任を表明[15]。
- 10日
  -  キルギス大統領選挙（英語版）を執行。サディル・ジャパロフ前首相が8割弱を得票し当選[16]。同時に行われた、大統領制と議院内閣制のいずれかを問う国民投票（英語版）では大統領制が約8割の支持[17]。
  -  カザフスタン議会下院選挙（英語版）および地方議会選挙（英語版）を執行。下院選挙は、与党ヌル・オタンが76議席を獲得し第1党、アク・ジョルは12議席、カザフスタン人民党（英語版）は10議席を獲得[18][19]。
  -  朝鮮労働党第8次大会で、金正恩党委員長を全会一致で党総書記に選出[20]。
- 11日
  -  アメリカ合衆国民主党はドナルド・トランプ大統領に対する弾劾訴追決議案を下院に提出[21]。
  -  アメリカ合衆国のチャド・ウルフ（英語版）国土安全保障長官代行が辞任を表明。ピーター・ゲイナー（英語版）連邦緊急事態管理庁長官が代行に就任[22]。
  -  アメリカ合衆国国務省は、キューバをテロ支援国家に再指定したと発表[23]。
- 12日
  -  クウェートのサバーハ（英語版）首相が組閣する際に憲法違反があったとして議会より説明要求が挙がったことを発端として全閣僚が辞表を提出。これを受けサバーハ首相はナワーフ首長に内閣総辞職を表明[24]。
  -  アメリカ合衆国下院は憲法修正第25条発動によるドナルド・トランプ大統領の解任要求を民主党の賛成多数で可決。マイク・ペンス副大統領は採決前に解任には応じないとナンシー・ペロシ議長あて書簡で表明[25]。
- 13日
  -  エストニアのユリ・ラタス首相が辞任表明。ケルスティ・カリユライド大統領は、エストニア改革党党首のカヤ・カッラスに組閣を要請[26]。
  -  アメリカ合衆国下院は、反乱の扇動でドナルド・トランプ大統領を弾劾訴追する決議を賛成232、反対197の賛成多数で可決。トランプ大統領は2019年12月に続き2度目の弾劾訴追[27]。
  -  エチオピアのセヨウム・メスフィン（英語版）元外相らティグレ人民解放戦線のメンバー3人がティグレ紛争で連邦軍に殺害される[28]。
- 14日
  - 青森県警察は、西目屋村の関和典村長を官製談合防止法違反などの容疑で再逮捕[29]。15日に村議会が村長の辞職について全会一致で同意し、同日付で辞職[30]。
  -  大韓民国大法院（最高裁）は、特定犯罪加重処罰法上における賄賂の罪に問われた朴槿恵前大統領に対して控訴審差し戻し判決を支持。懲役20年、罰金180億ウォンの判決が確定し、朴槿恵の裁判は全て終了[31]。
  -  ウガンダ大統領選挙・議会選挙（英語版）を執行。大統領選挙は現職のヨウェリ・ムセベニが58.64％を獲得し6選、野党候補のボビ・ワイン（英語版）は34.83％[32]。
  -  イタリア・ヴィヴァのマッテオ・レンツィ党首は、同党の連立政権離脱を表明[33]。
- 15日
  - 東京地方検察庁特別捜査部は、吉川貴盛元農林水産大臣を収賄罪で在宅起訴[34]。
  -  オランダのマルク・ルッテ首相が内閣総辞職を表明[35]。
  -  ラオス人民革命党は党大会においてトーンルン・シースリット首相を党書記長に選出[36]。
- 16日
  -  ドイツキリスト教民主同盟党首選挙[37]。ノルトライン＝ヴェストファーレン州首相のアルミン・ラシェットが当選[38]。
  -  パレスチナ国のマフムード・アッバース大統領が15年ぶりとなる総選挙（英語版）実施を表明。議会選挙を5月22日、大統領選挙を7月31日に執行予定[39]。
- 17日
  - 群馬県伊勢崎市長選挙を執行。元県議の臂泰雄が初当選[40]。
  - 沖縄県宮古島市長選挙を執行。元県議の座喜味一幸が現職の下地敏彦を破り初当選[41]。
- 18日
  - 第204回国会（常会）召集[42]。
  - 河野太郎規制改革担当大臣がワクチン接種推進担当大臣を兼務[43]。20日には河野の補佐として小林史明衆院議員が内閣府大臣補佐官に就任[44]。
- 20日
  -  大韓民国大統領府は、鄭義溶大統領外交安保特別補佐官を次期外交部長官（外相）とする人事案を発表[45]。2月9日就任[46]。
  -  アメリカ合衆国大統領就任式を挙行。カマラ・ハリス副大統領、続いてジョー・バイデン大統領が就任宣誓[47]。
- 21日
  - 東京地方裁判所は、2019年7月の参院選広島選挙区の買収事件をめぐり、公職選挙法違反の罪に問われた河井案里参院議員に対し、懲役1年4カ月・執行猶予5年の有罪判決を言い渡した[48]。河井側・検察側ともに控訴しなかったため、2月5日に判決が確定し、河井は当選無効となった[49]。
  -  モンゴルのウフナーギーン・フレルスフ首相が内閣総辞職を表明。新型コロナウイルス感染症のPCR検査を受けて陽性となった女性が非人道的な扱いを受けた動画を発端とした抗議運動を受けての引責辞任[50]。同日、議会は内閣総辞職を承認[51]。翌22日、与党・モンゴル人民党は後継首相にロブサンナムスライ・オユーンエルデネ官房長官を決定[52]。
  -  カナダのジュリー・ペイエット総督が、自らのパワハラ疑惑の報告書が公開される直前に辞任表明。リチャード・ワグナー（英語版）最高裁長官が総督代理に就任[53]。
- 24日
  - 山形県知事選挙で吉村美栄子が4選[54]。
  - 岐阜県知事選挙で古田肇が5選[55]。
  - 埼玉県川越市長選挙で川合善明が4選[56]。
  -  ポルトガル大統領選挙（英語版）を執行。現職のマルセロ・レベロ・デ・ソウザが得票率60.7％で再選[57]。
- 25日
  -  ベトナム共産党大会（第13回）がハノイで開幕（会期は2月2日まで）[58]。
  -  大韓民国の野党第2党「正義党」の金鍾鉄（朝鮮語版）代表は、党所属の女性国会議員に対するセクハラを認め辞任。28日、党は金の除名処分を決定[59][60]。
  -  トリニダード・トバゴ議会選挙（英語版）を執行。人民国家運動（英語版）と進歩的民主主義愛国者（英語版）が6議席ずつ獲得[61]。
- 26日
  -  イタリアのジュゼッペ・コンテ首相が辞任の意向を表明[62]。
  -  エストニアの新首相にエストニア改革党党首のカヤ・カッラスが就任[63]。
  -  スペインのサルバドール・イジャ保健相がカタルーニャ自治州議会選挙に出馬するため辞任[64]。
- 27日
  -  コンゴ民主共和国議会は、シルベストル・イルンガ首相に対する不信任決議を賛成367、反対7で可決[65]。翌28日、新政権組閣に向けた情報提供者（informateur）であるモデステ・バハティ・ルクウェボは、自身が議会過半数（500人中391人）の支持を得たとフェリックス・チセケディ大統領に報告[66]。
  -  モルドバのマイア・サンドゥ大統領は、新首相にナタリア・ガブリリツァ元財務大臣を指名[67]。
- 28日
  - 参議院本会議で、新型コロナウイルス対応などが盛り込まれた総額19兆1761億円の令和2年度第3次補正予算が与党などの賛成多数で可決、成立[68]。
  -  大韓民国・釜山地検は、呉巨敦前釜山広域市長を市庁の女性職員2人に対する強制わいせつ致傷などの罪で在宅起訴[69]。
  -  大韓民国・ソウル中央地裁は、開かれた民主党の崔康旭（朝鮮語版）代表に対し、曹国元法務部長官の息子に虚偽のインターン経歴確認書を発給した業務妨害罪で、懲役8カ月・執行猶予2年を言い渡した[70]。
- 31日
  - 立憲民主党大会オンライン開催[71]。
  - 千代田区長選挙を執行。都民ファーストの会推薦の樋口高顕元都議が、自民、公明推薦の元区議ら3人を破り初当選[72]。
  - 北九州市議会議員選挙を執行。自由民主党は改選前より6議席減の16議席となるも市議会第一党の座を守った。公明党は改選前と同じ13議席、立憲民主党は2議席増の7議席、日本共産党は改選前と同じ8議席、日本維新の会は3議席を獲得。無所属は10人が当選[73]。
  -  ベトナム共産党は党大会（第13回）にてグエン・フー・チョンを中央委員会書記長に再任。党規約の上限を超える3期目[74]。

### 2月
- 1日
  - 自由民主党の松本純国会対策委員長代理と公明党の遠山清彦幹事長代理が緊急事態宣言中に銀座の高級クラブに行っていた問題で松本は当初、松本と遠山のみ出席していたと説明していたが、実際には自民党の大塚高司国会対策副委員長と田野瀬太道文部科学副大臣も同席していた事が発覚し、遠山は議員辞職願を衆議院に提出し議員辞職。また松本、大塚、田野瀬の3名は自民党から離党勧告を受け、離党届を提出[75][76]。また政府は田野瀬副大臣を罷免し[77]、後任に丹羽秀樹元文科副大臣を任命[78]。
  - 千葉市の熊谷俊人市長が3月3日付での退職願を提出[79]。
  -  ミャンマーで軍事クーデターが発生。ミャンマー軍がウィンミン大統領、アウン・サン・スー・チー国家顧問、与党・国民民主連盟の幹部らの身柄を未明に拘束[80]。軍出身のミンスエ第1副大統領が大統領代行となり、1年間の非常事態宣言を発出。2日、軍はミン・アウン・フライン国軍最高司令官を議長とする国家行政評議会を設立[81][82]。
- 2日
  - 鹿児島県西之表市長選挙を執行。現職の八板俊輔が再選[83]。
  - 広島県海田町議会は、町役場庁舎の建設予定地から環境基準を超えるヒ素が検出された問題で、西田祐三町長の問責決議案を賛成多数で可決[84]。
  -  ニューカレドニア自治政府の独立派・カナック社会主義民族解放戦線（英語版）（FLNKS）所属の閣僚5人が辞任。ティエリ・サンタ（フランス語版）内閣が崩壊へ[85]。17日に新政権の閣僚11人を選出したもの[86]、政府主席は選出できず[87]。
  -  リビア政治対話フォーラム（英語版）はスイスのジュネーヴで会合を開き、次期大統領評議会議長を決める投票を実施。候補者3人とも選出に必要な得票率70％に届かず[88]。5日の投票でも必要な60％の票を獲得した候補はなく、12月24日の大統領選挙・議会選挙までの間、暫定的に大統領評議会議長をムハンマド・アル＝メンフィ、首相をアブドゥルハミード・ドベイバ（英語版）とすることで合意[89]。
- 3日
  - 公職選挙法違反（買収）の罪で1月21日に東京地方裁判所で懲役1年4ヶ月、執行猶予5年の判決を受けた河井案里参議院議員が議員辞職願を提出、参議院本会議で許可され議員辞職[90]。
  - 参議院本会議で、新型インフルエンザ等対策特別措置法や感染症の予防及び感染症の患者に対する医療に関する法律（感染症法）などの改正法が与党や立憲民主党などの賛成多数で可決、成立。営業時間の短縮命令に違反した事業者のほか、入院措置の拒否に過料を科すことが可能になる[91]。
  -  イタリアのセルジョ・マッタレッラ大統領が欧州中央銀行（ECB）のマリオ・ドラギ前総裁と会談し、新首相候補に指名。ドラギは受諾し組閣作業を開始[92]。13日、左右両派の大連立によるドラギ内閣が発足[93]。
  -  キルギス議会は新首相をウルクベック・マリポフ（フランス語版）とする新内閣を賛成多数で承認[94]。
  -  アメリカ合衆国とロシアは、新戦略兵器削減条約を2026年まで、5年間延長すると正式に発表[95]。
- 4日
  - 太平洋諸島フォーラム事務総長にクック諸島前首相のヘンリー・プナが当選。決選投票の結果、マーシャル諸島のジェラルド・ザッキオス（英語版）駐米大使を9対8で下す[96]。
  -  アメリカ合衆国下院は、共和党のマージョリー・テイラー・グリーン議員を、陰謀論の拡散や扇動的発言を理由に教育委員会と予算委員会から除名する処分を賛成230、反対199で可決[97]。
- 5日 - NHKから自国民を守る党が「NHK受信料を支払わない方法を教える党」に党名変更[98]。
- 6日 -  アフリカ連合は年次総会でフェリックス・チセケディ（コンゴ民主共和国大統領）を総会議長に選出。ムーサ・ファキ（元チャド外相）を委員会委員長に再任[99]。
- 7日
  - 浦添市長選挙を執行。現職の松本哲治が3選[100]。
  - 西東京市長選挙を執行。前副市長の池澤隆史が前神奈川県逗子市長の平井竜一を1514票差で破り初当選[101]。
  -  エクアドル大統領選挙（英語版）を執行、左派で元知識・人的能力調整相のアンドレス・アラウス（英語版）と右派で元銀行頭取のギジェルモ・ラソの決選投票になる見込み[102]。
  -  リヒテンシュタイン議会総選挙（英語版）を執行。祖国連合（英語版）と進歩市民党（英語版）が10議席ずつ獲得。自由リスト（英語版）が3議席、リヒテンシュタイン民主党（英語版）が2議席[103]。
  -  ハイチの最高裁判所は、ジョブネル・モイーズ大統領の5年間の任期が7日で終了したと決議。モイーズ自身は2017年2月より任期が始まったので2022年2月まで任期が続くと主張し、クーデターの試みを阻止したと発表[104]。8日、野党はジョセフ・メセーヌ・ジャン＝ルイ（英語版）裁判官を暫定大統領に指名[105]。
  -  ソマリア野党勢力は、8日までに実施されるべき大統領選挙が実施方針の対立を理由に執行されないことを理由に、8日以降はモハメド・アブドゥライ・モハメドを大統領と認めないと声明[106]。
- 8日
  - 青森県警察は、西目屋村の関和典前村長を収賄などの容疑で再逮捕[107]。
  -  グリーンランドの民主党が連立政権を離脱。16日、キム・キールセン政権は4月6日に総選挙を実施することを決定[108]。
- 9日
  -  大韓民国ソウル中央地裁は、環境部傘下の公共機関の役員を政権寄りの人物に代えるよう採用に介入したとして、金恩京（朝鮮語版）前環境部長官に業務妨害などの罪で懲役2年6月の実刑を言い渡した[109]。
  - 太平洋諸島フォーラム次期事務局長の選出に起因する対立をめぐり、これまでにパラオ、マーシャル諸島、キリバス、ナウル、ミクロネシア連邦が離脱を表明[110]。
- 10日
  - 遠山清彦の議員辞職に伴い、衆議院比例九州ブロックにて次点の吉田宣弘が繰り上げ当選[111]。
  -  アメリカ合衆国上院は、退任済みのドナルド・トランプ前大統領を弾劾裁判にかけることの合憲性に関する採決を行い、賛成56、反対44の賛成多数で合憲と判断[112]。
- 11日
  -  モルドバ共和国議会はナタリア・ガブリリツァ元財務大臣を新首相として承認せず[113]。マイア・サンドゥ大統領はガブリリツァを再び新首相に任命したが、23日、憲法裁判所は再度の任命は無効と判断[114]。
  -  8日から開かれていた朝鮮労働党中央委員会第8期第2回総会は、李善権外相を党政治局員に、金成男党国際部長を党政治局員候補にそれぞれ選出し、閉会[115]。
- 12日 -  国際刑事裁判所（ICC）の次期主任検察官にイギリスのカリム・カーン（英語版）を選出 [116]。
- 13日 -  米議会議事堂襲撃事件をめぐるドナルド・トランプ大統領の「反乱扇動」についての上院の弾劾裁判は、有罪57人、無罪43で、罷免に必要な3分の2以上の有罪票が得られず、無罪評決となった[117]。
- 14日
  -  カタルーニャ自治州議会選挙を執行。カタルーニャ共和主義左翼が33議席、カタルーニャのための連合（英語版）が32議席など、州の独立支持派が計74議席を獲得し、過半数を維持。独立反対派のカタルーニャ社会党は33議席、極右Voxは11議席[118]。
  -  ペルーのエリザベス・アステテ（英語版）外相がシノファーム製新型コロナウイルス感染症ワクチンを、正式な接種プログラム開始前の臨床試験にて余剰分を抜け駆け接種したことを認め辞任[119]。
  -  コソボ議会選挙（英語版）が行われ、アルビン・クルティ前首相率いる野党「自己決定運動」が第1党となる[120]。
- 15日
  - 栗下善行東京都議が都民ファーストの会に離党届を提出[121]。16日には石毛茂都議も離党届を提出したが、こちらについては受理せず除名[122]。
  -  世界貿易機関（WTO）次期事務局長にンゴジ・オコンジョ・イウェアラを選出。3月1日就任予定[123]。
  -  コンゴ民主共和国のフェリックス・チセケディ大統領は、新首相にジャン＝ミシェル・サマ・ルコンデを任命[124]。
- 16日
  - 広島地方裁判所は、河井案里の参院選広島選挙区の選挙運動をめぐり、案里の夫の河井克行衆院議員と共謀して車上運動員に違法な報酬を支払ったとして、克行の元政策秘書に対し、公職選挙法違反（買収）の罪で懲役1年6カ月・執行猶予5年を言い渡した[125]。
  -  アメリカ合衆国テキサス州コロラドシティ（英語版）のティム・ボイド市長が、Facebookにおいて、大寒波やそれに伴うテキサス州電力危機に触れて「生き延びるのは強者のみだ、弱者は死んでしまう」などと投稿した責任を取り辞表を提出[126]。
- 17日 - 自由民主党の白須賀貴樹衆院議員は、緊急事態宣言中に午後8時以降に会員制ラウンジに行っていた事を認め、離党届を提出し、受理された[127]。
- 18日
  - 橋本聖子オリンピック・パラリンピック担当大臣が東京オリンピック・パラリンピック競技大会組織委員会会長に選出され大臣を辞任、後任に丸川珠代元オリンピック・パラリンピック担当担当大臣が就任[128]。
  -  ジョージア裁判所が野党・統一国民運動議長のニカ・メリアを逮捕するよう命じたことを批判し、ギオルギ・ガハリア首相が辞任表明[129]。与党は後任にイラクリ・ガリバシヴィリ元首相を指名[130]。
- 19日
  - 前日に東京オリンピック・パラリンピック競技大会組織委員会会長に選出された橋本聖子が自民党に離党届を提出、22日に受理された[131]。
  -  アルゼンチンのヒネス・ゴンサレス・ガルシア（英語版）保健相は、知人らに新型コロナウイルス感染症ワクチンを優先的に接種させた責任を取り辞任[132]。
- 21日 -  ニジェール大統領選挙（英語版）決選投票を執行。モハメド・バズム元外相が得票率55.75％で当選。マハマヌ・ウスマン元大統領は44.25％[133]。
- 22日 - 福岡県の小川洋知事は、肺腺がん治療の長期化が見込まれることから3月24日付で知事を辞職することを決め、福岡県議会議長に辞職願を提出した[134]。
- 23日 -  ネパール最高裁は、昨年12月20日の下院解散を無効化。K.P.シャルマ・オリ首相がビドヤ・デビ・バンダリ大統領に解散を進言したことを越権行為と判断[135]。
- 24日
  - 総務省幹部らが、放送関連会社「東北新社」に勤務する菅義偉首相の長男から違法な接待を受け、国家公務員の倫理規定違反に問われた問題で、関係者11名に対し減給や訓戒などの処分を発表[136][137][138][139][140]。その後、26日に菅義偉首相の長男と東北新社社長に対する処分が発表された[141]。
  - 菅原一秀前経済産業相を公職選挙法違反（寄付行為）罪で不起訴（起訴猶予）とした東京地検の処分に対し、東京第四検察審査会は「起訴相当」と議決[142]。
  -  タイ王国の刑事裁判所は、2013～14年の反政府デモを扇動した罪などでナッタポン・ティプスワン（英語版）教育相に禁錮7年4月、プティポン・プンナガン（英語版）デジタル経済社会相に禁錮7年4月の実刑を言い渡した。2人は憲法の規定で失職[143]。
- 25日
  - 福島県警察は、町発注工事の入札をめぐり、事前に予定価格を漏らしたなどとして、会津美里町の渡部英敏町長を官製談合防止法違反などの疑いで逮捕。3月4日、渡部は町議会議長に辞職願を提出[144][145]。
  -  アルメニア共和国軍参謀本部は、ニコル・パシニャン内閣の総辞職を求める声明を発表。パシニャン首相は拒否し、オニーク・ガスパリアン参謀総長らの解任を表明するも、アルメン・サルキシャン大統領はこれを認めず[146][147]。政府はガスパリアン参謀総長の解任が3月10日付で有効になったと発表[148]。
  -  国際民間航空機関（ICAO）の次期事務総長にコロンビアのフアン・カルロス・サラザール（Juan Carlos Salazar）を選出。8月1日就任予定[149]。
- 27日 -  ミャンマー軍は、前日の国連総会で軍によるクーデターを批判し、国際社会に支援を求めていたチョー・モー・トゥン国連大使を解任したと発表。軍はティン・マウン・ナイン（Tin Maung Naing）次席大使を代理大使に指名したが、次席大使は辞任を表明[150][151]。

### 3月
- 1日
  - 放送関連会社「東北新社」から7万4千円超の接待を受けていた山田真貴子内閣広報官が辞職[152]。
  -  フランス・パリの裁判所は、汚職の罪でニコラ・サルコジ元大統領に禁錮3年（うち実刑1年）を言い渡した[153]。
- 2日
  -  ニューカレドニア自治政府は政府主席選挙を執行。3人の候補者全員が閣僚の過半数の支持を得られず、選出できず[87]。
  -  アメリカ合衆国バイデン政権は、行政管理予算局長に左派系シンクタンクアメリカ進歩センター（英語版）所長ニーラ・タンデン（英語版）を充てる人事を撤回。過去のTwitterでの議員への攻撃的な投稿が問題視され、議会での承認が得られる見通しが立たないため[154]。
- 3日
  - 一連の接待問題で辞職した前内閣広報官・山田真貴子の後任に外務省の小野日子が就任[155]。
  - 2019年7月の参院選における広島県選挙区を巡る買収事件で、公職選挙法違反（買収・事前運動）の罪で逮捕・起訴された元法相の衆院議員・河井克行被告が保釈[156]。
  -  ハンガリー与党「フィデス＝ハンガリー市民同盟」は、欧州議会最大会派「欧州人民党」から離脱すると発表[157]。
- 4日
  -  リビアの新首相に選出されたアブドゥルハミード・ドベイバ（英語版）が内閣の名簿を代議院（トブルク）に提出、中身は公表されず[158]。10日、代議院が暫定統一政権を承認[159]。15日にドベイバ首相が就任宣誓し、新政権が発足[160]。
  -  モルドバ憲法裁判所は、マイア・サンドゥ大統領が求めていたアウレリウ・チョコイ（ルーマニア語版、英語版）暫定内閣の大臣を任命することの許可を拒否[161]。
- 6日
  -  パラグアイのマリオ・アブド・ベニテス大統領は全閣僚に辞任を要求[162]。
  -  コートジボワール議会総選挙（英語版）を執行。アラサン・ワタラ政権与党の民主主義と平和のためのウフェ主義者連合（英語版）（RHDP）が255議席中147議席を獲得し第1党[163]。
- 8日
  - NTTから国家公務員法の倫理規定違反となる接待を受けていた総務審議官の谷脇康彦が大臣官房付へ更迭[164]。
  -  2020年アメリカ合衆国大統領選挙においてウィスコンシン州の選挙結果を無効とするようドナルド・トランプ陣営が求めた訴えを合衆国最高裁判所が棄却し、選挙結果を覆そうとする一連の訴訟がすべて決着[165]。
  -  ブラジル連邦最高裁判所は、ルラ元大統領の二つの汚職事件の有罪判決について、審理した裁判所に管轄権がなかったとして無効と判断[166]。
  -  コートジボワールのハメド・バカヨコ（英語版）首相が入院するのに伴い、アラサン・ワタラ大統領がパトリック・アチを首相代行に任命。10日、バカヨコが死去したことに伴い[167]、26日にワタラがアチを新首相に任命。30日に正式就任[168]。
- 9日
  - NHK受信料を支払わない方法を教える党の上杉隆幹事長が辞意を表明[169]。
  -  大韓民国の与党「共に民主党」の李洛淵代表は、2022年の大統領選挙の出馬準備のため党代表を辞任[170]。
  -  国民民主連盟の議員が主体の「連邦議会代表委員会」は、国軍のクーデター前まで上院議長を務めていたマーン・ウィン・カイン・タンを副大統領代行に任命したと発表[171]。
  -  欧州議会は、2017年にカタルーニャ州のスペインからの独立の是非を問う住民投票を強行し、反逆罪に問われている元同州首相のカルラス・プッチダモンら3人の欧州議会議員の不逮捕特権剥奪を賛成多数で可決[172]。
- 11日
  -  中華人民共和国第十三回全国人民代表大会（中国語版）は、香港特別行政区選挙委員会の選挙委員の定数を1200から1500に増やし、増加分を親中派団体に割り当てることや、香港特別行政区立法会の定数も70から90に増やし、選挙委から30～40人を選出すること、立法会の立候補資格に中国共産党や中華人民共和国政府の方針に従う人物であることなどを盛り込んだ香港特別行政区選挙制度の改革「決定」などを可決し閉会。この選挙制度改革により、民主派は事実上行政長官への当選不可能となり、立法会でも排除されることになる[173]。
  -  ペルー検察当局は野党「人民勢力党」のケイコ・フジモリ党首を資金洗浄などの罪で起訴[174]。
- 12日
  -  南オセチア議会はゲンナジー・ベコエフ（英語版）副首相（首相代行）を正式な首相として承認し、アナトリー・ビビロフ大統領が即日任命[175]。
  -  大韓民国の卞彰欽（朝鮮語版）国土交通部長官は、韓国土地住宅公社の職員らが、内部情報を利用して不正に土地を購入していたとの疑惑を受け、辞意を表明[176]。
- 13日 -  ボリビア検察当局は2019年にエボ・モラレス大統領に対するクーデターに関与した容疑でヘアニネ・アニェス元暫定大統領や数名の元閣僚を逮捕[177]。
- 14日 - 下関市長選挙を執行。現職の前田晋太郎が再選[178]。
- 15日
  -  経済協力開発機構（OECD）は、オーストリアのマティアス・コールマン（英語版）前金融相を次期事務総長に正式指名。6月1日就任予定[179]。
  -  17日にかけてオランダ議会総選挙を執行。与党で中道右派の自由民主国民党が議席を増やし第1党を維持、連立相手で中道左派の民主66も勢力を伸ばし第2党となり、与党の勝利が確実に[180][181]。
- 16日
  - NTTから国家公務員法の倫理規定違反となる接待を受け、大臣官房付へ更迭された谷脇康彦が辞職[182]。
  -  モルドバのマイア・サンドゥ大統領は、新首相に行動と連帯党（英語版）党首代行のイゴル・グロス（英語版）を指名[183]。しかし翌17日、社会党はこの指名は違法として憲法裁判所への提起を表明し、翌18日、議会は新首相候補にロシア駐在大使ウラジミール・ゴロヴァティウク（ルーマニア語版）を過半数で提案[184]。22日、憲法裁判所はグロスの指名は合憲であるとして社会党の訴えを棄却[185]。
- 18日
  - 宮崎県日南市議会は、官製談合の罪で前副市長が起訴されたことを受け、崎田恭平市長の任命責任を問う問責決案を可否同数による議長裁決で可決[186]。
  - 秋田県横手市議会は、市が民間に譲渡した公共温泉6施設のうち経営不振で3施設の返還が決まったことを受け、高橋大市長に対する問責決議案を賛成多数で可決[187]。
- 19日
  -  北朝鮮外務省は、資金洗浄に関与した北朝鮮籍の活動家をマレーシアがアメリカ合衆国に引き渡したことを受けて、マレーシアとの断交を発表[188]。
  -  タンザニアのジョン・マグフリ大統領が17日に急死したことにより、サミア・スルフ・ハッサン副大統領が大統領に就任[189]。
  -  ベラルーシ・ロシア連合国家のアレクサンドル・ルカシェンコ最高国家会議議長（ベラルーシ大統領）が国家書記に元駐ベラルーシ露大使のドミートリー・メゼンツェフ（ロシア語版）を任命[190]。
- 21日
  - 自民党大会[191]。
  - 千葉県知事選挙を執行。元千葉市長の熊谷俊人が初当選[192]。
  - 千葉市長選挙を執行。元副市長の神谷俊一が初当選[193]。
  - 浦安市長選挙を執行。現職の内田悦嗣が前職の松崎秀樹を破り再選[194]。
  - 萩市長選挙を執行。元県議の田中文夫が現職の藤道健二を破り初当選[195]。
  - 大阪府と大阪市の広域行政を一元化するための条例案をめぐり、公明党の支持者を装い「広域行政一元化条例に反対して下さい。賛成したら公明党に今後一切投票しません」などと記したが、送信元の共産党地区委員会の情報も一緒に印字していたFAXを公明党の大阪市議会議員らに送信していたことに対し、日本共産党は送信者である同党阪南地区委員会の副委員長を解任し、公明党側に謝罪文を提出した[196][197]。
  -  コンゴ共和国大統領選挙（英語版）を執行。暫定結果で現職のドニ・サスヌゲソが88.6％の票を獲得し再選。野党候補のギブリス・パルフェ・コレラ（英語版）（投票日翌日に新型コロナウイルス感染症のため死去）は7.8％を獲得[198][199]。
- 22日
  - 矢吹町議会は、道の駅業務委託費や道路整備費など町の支出が適切だったかを巡り、町議会が設置した百条委員会の証人喚問に応じなかったのは地方自治法違反だとして、野崎吉郎前町長と前副町長を刑事告発する議案を賛成多数で可決[200]。
  -  米国・カナダ・イギリス・EUはいわゆるウイグル人収容所問題をめぐり、中国新疆ウイグル自治区の幹部らに対して制裁を発動。一方、中国も欧州議会の議員らに対して制裁を発動[201][202]。
  -  コソボ議会はグラウク・コニュフツァ（英語版）元外相を新議長に選出し（自動的に大統領代行を兼任）、アルビン・クルティ前首相を新首相として承認[203]。
  -  ラオス議会はトーンルン・シースリット党書記長・首相を国家主席に、シースリットに代わる首相にパンカム・ヴィパワン国家副主席を選出[204]。
- 23日 -  イスラエル議会総選挙を執行。与党連合はリクードが30議席を獲得し第1党となるなど52議席を獲得、過半数の61議席には届かず[205]。
- 24日 - 国民民主党は、無所属の濱口誠、礒崎哲史、田村麻美各参院議員の入党を承認[206]。
- 25日
  - 参院選広島選挙区をめぐる買収事件で、公職選挙法違反（買収、事前運動）の罪に問われた河井克行衆議院議員が議員辞職願を提出[207]。4月1日の衆議院本会議にて辞職を許可された[208]。
  -  リヒテンシュタイン国会は新首相にダニエル・リッシュを選出[209]。
- 26日
  - 大阪市議会にて、大阪市の広域行政の一部を大阪府に一元化する条例案が大阪維新の会と公明党の賛成多数で可決、成立。府議会では24日に既に可決されており、4月1日に施行される予定[210]。
  -  カタルーニャ自治州議会は新首相選出の投票を実施したが、ペレ・アラゴネス（英語版）首相代行（副首相）が賛成42、反対61、棄権32（68票が必要）にとどまり選出されず[211]。
- 28日
  - 館林市長選挙を執行。前県議の多田善洋が現職の須藤和臣を破り初当選[212]。
  - 諫早市長選挙を執行。前県議で元参院議員の大久保潔重が現職の宮本明雄ら2人を破り初当選[213]。
  -  アルメニアのニコル・パシニャン首相は、議会総選挙を6月20日に前倒しするため首相を4月に辞任すると表明[214]。
- 30日
  - 京丹後市議会は、議会事務局長に威圧的な発言をするパワーハラスメントを行った中山泰市長に対する問責決議案を賛成多数で可決[215]。
  -  スロバキアのイゴール・マトビッチ首相は、ロシア製の新型コロナウイルスワクチン「スプートニクV」の購入を巡り連立政権内で対立が起きたことを受け辞任。ズザナ・チャプトヴァー大統領はエドゥアルド・ヘゲル財務大臣に組閣を命じた[216]。
  -  オランダ王国アルバのイブリン・ウェバー・クローズ（英語版）首相は、連立相手の誇りと尊敬の念（オランダ語版）（POR）に資金不正流用疑惑が発覚したため辞任表明[217]。
  -  香港の林鄭月娥行政長官は、選挙制度変更に伴い、9月に延期されていた立法会選挙を12月に再延期する方針を表明[218]。

### 4月
- 1日
  - 衆議院本会議で、東北新社役職員による総務省幹部接待問題を巡り、野党4党が提出した武田良太総務大臣に対する不信任決議案を与党などの反対多数で否決[219]。
  -  ニジェールのブリジ・ラフィニ（英語版）首相が、新大統領就任式を前に辞任表明[220]。
  -  サンマリノ執政にジャン・カルロ・ヴェントゥリーニ（英語版）（キリスト教民主党）とマルコ・ニコリーニ（イタリア語版）（RETE）が就任[221]。
  -  ベトナムのグエン・フー・チョン国家主席はグエン・スアン・フック首相を後任とするため、国会に首相解任決議案を提出[222]。2日、国会は賛成446、反対6票で首相解任決議を可決[223]。同日中に国家主席の解任も賛成438、反対・棄権各1票で承認[224]。
- 3日 -  ニジェールのモハメド・バズム大統領は前大統領府官房長のウフムドゥ・マハマドゥ（英語版）を新首相に指名[225]。
- 4日
  - 秋田県知事選挙を執行。現職の佐竹敬久が4選[226]。
  - 秋田市長選挙を執行。現職の穂積志が4選[227]。
  -  コソボ議会は大統領にヴィヨサ・オスマニ元大統領代行を選出[228]。
  -  ヨルダンのアイマン・アッ＝サファディー（英語版）副首相兼外相は、アブドゥッラー2世国王の異母弟であるハムザ（英語版）王子が国家の不安定化のため外国勢力と結託していたとして側近ら十数名の身柄を拘束したと発表[229]。
  -  ブルガリア議会選挙（英語版）において、ボイコ・ボリソフ首相率いる与党「ヨーロッパ発展のためのブルガリア市民」が第1党を維持したが、得票は前回選挙より大幅に減少[230]。14日、ボリソフは新首相を目指さない意向を表明[231]。20日、ルメン・ラデフ大統領はダニエル・ミトフ（英語版）元外相に組閣を要請した[232]が、23日に組閣を断念[233]。ラデフは28日にチェス選手で議員のアントアネタ・ステファノワ（英語版）に組閣を要請したが、ステファノワは即日これを辞退[234]。
- 5日 -  ベトナム国会は、国家主席にグエン・スアン・フック首相を、首相にファム・ミン・チン共産党中央組織委員長を選出[235]。
- 6日
  -  イスラエルのルーベン・リブリン大統領は、ベンヤミン・ネタニヤフ首相に組閣を要請[236]。
  -  オランダは新政権発足に向けてヘルマン・チジンク・ウィリンク（英語版）が情報提供者（informateur）に就任[237]。
  -  グリーンランド総選挙（英語版）を執行。キム・キールセン首相の進めるレアアース採掘計画に反対するイヌイット友愛党が12、ナレラク党が4議席を獲得し両党で過半数。進歩党が10、民主党が3、連帯党が2議席を獲得[238]。23日、議会はイヌイット友愛党のムテ・エゲーデを新首相に選出[239]。
- 7日
  -  大韓民国で地方自治体首長・議員の前期補欠選挙を執行。ソウル市長選挙および釜山市長選挙はいずれも野党・国民の力の候補が圧勝[240]。これを受け、与党・共に民主党の金太年党代表職務代行兼院内代表をはじめとする党指導部が総辞職。党の非常対策委員長に都鍾煥が就任[241]。
  -  チリ政府は、新型コロナウイルスの感染状況悪化を受け、10・11両日に実施予定だった制憲議会議員選挙（英語版）と地方選挙を5週間延期すると発表[242]。
- 8日 -  シンガポールのヘン・スイキャット（英語版）副首相兼財務相は、高齢を理由に次期首相候補を辞退することを表明[243]。
- 9日
  -  イギリスのエディンバラ公フィリップが薨去[244]。
  -  ジブチ大統領選挙（英語版）を執行。野党のボイコットも手伝い、現職のイスマイル・オマル・ゲレが得票率98.58％で5選[245]。
  -  サモア議会総選挙（英語版）を執行。与党・人権擁護党（英語版）（HRPP）、一つの真の神への信仰（英語版）（FAST）がともに25議席、無所属が1人当選。20日、選挙管理委員会は全体の議席数の10％を女性とするよう求める憲法規定の遵守を目的に、HRPP所属の女性一人を追加で当選と認定。21日、無所属議員がFASTに入党し、ともに26人に[246]。
  -  ベリーズのコルヴィル・ヤング（英語版）総督が4月30日をもって辞任すると表明[247]。
- 11日
  - 福岡県知事選挙で元副知事の服部誠太郎が初当選[248]。
  - 宝塚市長選挙を執行。弁護士の山崎晴恵が初当選[249]。
  - 伊丹市長選を執行。現職の藤原保幸が5選[250]。
  -  エクアドル大統領選挙（英語版）の決選投票を執行、右派で元銀行頭取のギジェルモ・ラソが開票率97％の時点で得票率52.5％となり当選確実、左派で元知識・人的能力調整相のアンドレス・アラウス（英語版）が敗北認める[251]。
  -  チャド大統領選挙（英語版）を執行。7人が出馬、野党はボイコット[252]。19日、現職のイドリス・デビが得票率79.32％で6選。翌20日、デビは同国内の反政府勢力との戦闘で死亡。暫定軍事評議会は同日中に息子のマハマト・デビを暫定大統領に[253][254]、26日にイドリス・デビの対立候補だったアルベール・パイミ・パダケ元首相を首相に指名[255]。
  -  ペルー大統領選挙（英語版）を執行。過半数を得た候補はなく、1位のペドロ・カスティジョ（自由ペルー、得票率約19％）と2位のケイコ・フジモリ（人民勢力党、同13％）が6月6日の決選投票に進出[256]。
  -  キルギスで大統領権限の強化を主とした憲法改正案の是非を問う国民投票（英語版）が実施され、賛成票が約8割となる[257]。
  -  ベナン大統領選挙（英語版）を執行。現職のパトリス・タロンが得票率83.3％で再選[258]。
- 12日
  - 和光市の松本武洋市長は、市幹部による現金着服事件の責任を負い、5月8日付で市長を辞職すると表明[259]。
  -  ソマリア下院議会は、モハメド・アブドゥライ・モハメド大統領の任期を2年間延長することを賛成149、反対1、棄権3票で承認[260]。直後に上院議長が延長は違憲と批判し、法案が上院に送られる前にモハメドが任期延長法案に署名[261]。これによりソマリア国内で抗議デモが発生し、27日、同じく任期が延長されたモハメド・フセイン・ローブル首相が延長反対に転じたため[262]、28日になってモハメド大統領は任期延長しないことを表明[263]。
- 13日 -  ハイチのジョゼフ・ジュート首相が辞任を表明。翌14日、ジョブネル・モイーズ大統領が辞任を了承し、クロード・ジョセフ外相を首相代行に任命[264]。
- 14日 -  ルーマニアのフロリン・クツ首相は、新型コロナウイルス対策の不満からヴラド・ヴォイクレスク（英語版）保健相を解任[265]。
- 15日 -  モルドバ憲法裁判所は、議会が新内閣樹立に失敗したことを受け、マイア・サンドゥ大統領の主張どおりに議会を解散することを許可する判断を下す[266]。
- 16日
  -  ワシントン訪問中の菅義偉内閣総理大臣は、ジョー・バイデン米国大統領と首脳会談を行い、共同声明を発出[267][268]。
  -  大韓民国の文在寅大統領は、次期国務総理（首相）に金富謙元行政安全部長官を指名[269]。
  -  軍によるクーデターに反発する国民民主連盟の議員らで作る「連邦議会代表委員会」は、国民統一政府の樹立を発表。アウンサンスーチーとウィンミンをクーデター前に引き続き国家顧問と大統領に任命した他、副大統領と首相のほか、閣僚ポストには少数民族などから10人を任命[270]。
  -  キューバ共産党は第8回党大会を開催し、ラウル・カストロ第一書記が引退を表明[271]。最終日の19日、ミゲル・ディアス＝カネル大統領を後継に選出[272]。
- 18日
  - 富山市長選挙を執行。元富山県議の藤井裕久が初当選[273]。
  - 松江市長選挙を執行。新人の上定昭仁が初当選[274]。
  - 郡山市長選挙を執行。現職の品川萬里が3選[275]。
  -  カーボベルデ議会総選挙（英語版）を執行。民主運動が37議席を獲得し第1党を維持、カーボベルデ独立アフリカ党が29、民主独立カーボベルデ連合（英語版）が4議席を獲得[276]。
- 23日
  - 菅義偉首相が1都1府2県（東京都・大阪府・京都府・兵庫県）に対して3度目の緊急事態宣言を発出。期間は、25日から5月11日までの16日間。また、宮城県と沖縄県の蔓延防止等重点措置を11日まで延長し、新たに愛媛県への適用を発表[277]。
  - 大分県警察は、4月11日執行の佐伯市長選で、市職員に特定の候補者への投票や票の取りまとめを依頼したとして、副市長を公職選挙法違反（地位利用、事前運動）の疑いで逮捕[278]。5月13日、公職選挙法違反の疑いで元副市長を再逮捕し、もう1人の当時の副市長を逮捕。当選した現職の田中利明を支援していたとされる[279]。
- 24日 -  アメリカ合衆国のジョー・バイデン大統領は第一次世界大戦当時のオスマン帝国で起きたとされるアルメニア人迫害をジェノサイドと認定。これに対し、トルコのメヴリュット・チャヴシュオール外相は、これを完全に拒否すると反発[280][281]。
- 25日
  - 国会議員の前期補欠選挙・再選挙を執行。
    - 衆議院北海道第2区補欠選挙で元職の松木謙公が当選[282]。
    - 参議院長野県選挙区補欠選挙で新人の羽田次郎が当選[283]。
    - 参議院広島県選挙区再選挙で新人の宮口治子が当選[284]。

  - 名古屋市長選挙を執行。現職の河村たかしが5選[285]。
  - 石巻市長選挙を執行。元宮城県議の斎藤正美が、元衆院議員の勝沼栄明らを破り初当選[286]。
  - うるま市長選挙を執行。元市議の中村正人が、オール沖縄系候補沖縄国際大学名誉教授照屋寛之を破り初当選[287]。
  -  アルメニアのニコル・パシニャン首相が6月20日に総選挙を執行するのに合わせて辞任表明。総選挙まで首相代理を務める[288]。
  -  アルバニア議会選挙（英語版）において、エディ・ラマ首相率いる与党「アルバニア社会党」が過半数の74議席を獲得し勝利[289]。
- 26日 -  コンゴ民主共和国議会がジャン＝ミシェル・サマ・ルコンデを新首相として賛成多数で承認、翌日に就任[290]。
- 27日 - 池田市議会は、臨時議会を開き、市庁舎への家庭用サウナ持ち込み問題などで冨田裕樹市長に対する不信任決議案を採択。定数22に対して賛成は15人にとどまり、可決に必要な4分の3（17人）以上に届かず否決。冨田市長が百条委員会で虚偽の証言をしたとして刑事告発する議案については可決[291]。
- 28日
  - 参議院本会議で地域的な包括的経済連携協定（RCEP）が承認された。これによりRCEPの国会承認が完了[292]。
  -  キルギスとタジキスタン両国の軍部隊は国境で衝突。キルギス側は少なくとも31人が死亡[293]。
  -  北アイルランド自治政府のアーリーン・フォスター（英語版）首相は、民主統一党の党首を5月28日付で辞任し、6月末に首相職も退くと表明[294]。
  -  モルドバのマイア・サンドゥ大統領が議会解散と7月11日に総選挙を実施する意向を表明[295]。
- 29日 -  パレスチナ自治政府のマフムード・アッバース大統領は、5月22日に実施予定だった評議会議員選挙（英語版）と7月31日予定の大統領選挙（英語版）を延期すると発表[296]。
- 30日 - 岩井茂樹国土交通副大臣が静岡県知事選挙出馬のため辞任。後任には渡辺猛之参院議員が就任[297]。

### 5月
- 1日 -  ソマリア下院議会は、4月12日に可決したモハメド・アブドゥライ・モハメド大統領の任期延長の取り消しを全会一致で承認[298]。2020年9月17日の合意に立ち返り、モハメド・フセイン・ローブル首相が議会における大統領選挙を実施することも承認[299]。
- 2日
  -  大韓民国の与党「共に民主党」は宋永吉を党代表に選出[300]。
  -  コロンビアで税制改革法案をきっかけに反政府デモ（英語版）が激化し、イバン・ドゥケ大統領は法案の撤回を表明。3日にはアルベルト・カラスキジャ（英語版）財務・公債相が引責辞任[301]。5月13日にはクラウディア・ブルム（英語版）外相も辞任[302]。
- 3日 -  アルメニア国民議会は、辞任を表明したニコル・パシニャンの次期首相への立候補を否決[303]。10日にも再び否決し、議会は自動的に解散され[304]、アルメン・サルキシャン大統領が6月20日の総選挙実施を決定[305]。
- 4日 -  サモア元首のスアラウヴィ2世は議会の膠着状態を打開するため、4月9日の議会総選挙（英語版）の再選挙を5月21日に行うよう要請。真の唯一神への信仰（英語版）（FAST）は、元首に再選挙を実施する権限はないと反発[306]。17日、最高裁判所はスアラウヴィ2世による総選挙実施を破棄し、また全体の議席数の10％を女性とするよう求める憲法規定の遵守を目的とした選管による人権擁護党（英語版）（HRPP）への議員追加を却下[307]したほか、総選挙の結果に対する異議申し立てを却下し[308]、議会に対して24日に新首相を指名するよう命令。多数派を確保したFAST党首のフィアメ・ナオミ・マタアファ元副首相が選出される運びとなったが、スアラウヴィ2世が議会の開会を中止し、24日にトゥイラエパ・サイレレ・マリエレガオイ首相は職務を継続すると発表。同日、マタアファ党首は議会外に設置した仮設テント内で、芝生の上で首相就任を宣誓。マリエレガオイは違法と反発、スアラウヴィ2世も再選挙を要求[246][309][310]。
- 5日
  -  イスラエルのルーベン・リブリン大統領は、ベンヤミン・ネタニヤフ首相が組閣に失敗したことを受け、野党イェシュ・アティッド党首のヤイル・ラピドに組閣を要請[311]。
  -  ブルガリアのルメン・ラデフ大統領はブルガリア社会党党首のコルネーリア・ニノワ（英語版）が組閣を断念したことを受け、7月11日に総選挙を実施すると表明[312]。5月12日、ラデフは議会を解散し、暫定首相にステファン・ヤネフ（英語版）元国防相を指名[313]。
  -  コンゴ共和国のクレマン・ムアンバ（英語版）首相が内閣総辞職[314]。12日、ドニ・サスヌゲソ大統領はアナトール・コリネ・マコソを新首相に指名[315]。
  -  キルギスの新憲法で首相の役職名が閣僚評議会議長へと改められ、サディル・ジャパロフ大統領がウルクベック・マリポフ（英語版）首相を改めて閣僚評議会議長に任命[316]。
- 6日
  -  イギリス統一地方選挙。ロンドン市長選挙（英語版）は1回目の投票で過半数を得た候補がいなかったが、8日の決選投票で現職のサディク・カーンが対立候補のショーン・ベイリー（英語版）を破り再選[317]。
  -  スコットランド議会総選挙（英語版）を執行。独立を掲げるスコットランド国民党（SNP）が64議席、スコットランド緑の党（英語版）が8議席を獲得し、両党合わせて過半数となったがSNPは単独過半数に届かず[318]。
- 8日 -  南スーダンのサルバ・キール・マヤルディ大統領が議会を解散し、5月10日、マヤルディ大統領が選出した332人、リエック・マチャル第一副大統領の選んだ128人、また2018年に締結された平和協定の他の署名者が選んだ90人、合計550人により構成される新議会が発表[319]。
- 10日
  - 福岡県みやこ町の町職員採用試験をめぐり、特定の受験者を合格させるよう町に働きかけた見返りに現金数百万円を受け取ったとして、福岡県警察は町議の男をあっせん収賄などの疑いで逮捕[320]。
  -  5月8日にエルサレムのアル＝アクサー・モスクで発生したパレスチナ人とイスラエル警察との衝突事件を発端として[321]、イスラエル軍によるガザ地区への空爆が開始。ハマース側もイスラエル側へロケット弾攻撃を行った[322]。5月21日に停戦が発効[323]。
  -  ネパール下院議会はK.P.シャルマ・オリ首相に対する信任決議案を賛成93、反対124票で否決し、オリ政権を不信任[324]。しかし野党が期限の13日までに新政権を樹立できなかったため、オリが首相に再任された[325]。20日、最高裁判所は非国会議員を大臣に任命することは違憲と判断し、7閣僚が解任[326]。同日の国会補欠選挙でもバーダル内務大臣が落選し[327]、22日、ビドヤ・デビ・バンダリ大統領は、オリ首相の助言に従って下院議会を解散し、11月12、19日の2度に分けて総選挙（英語版）の投票を実施すると発表[328]。
- 11日
  - 2020年11月執行の栃木県知事選挙で、5選した福田富一知事への投票を呼びかける文書を告示前に配ったなどとして宇都宮区検察庁は、前宇都宮市議会議長の桜井啓一や元同市議で福田知事の次男の福田陽ら3人を、公職選挙法違反（法定外文書頒布、事前運動）罪で略式起訴[329]。
  -  カリブ共同体の次期事務総長にベリーズのカーラ・バーネット（Carla Barnett）を選出、8月15日に就任予定[330]。
- 12日
  - 静岡県知事選挙出馬を表明した自民党の岩井茂樹参院議員が議員辞職願を提出し、14日の参院本会議で辞職を許可[331][332]。
  - 沖縄県警察は、宮古島への陸上自衛隊の配備をめぐって業者に便宜を図った見返りに現金約650万円を受け取ったとして、前宮古島市長の下地敏彦を収賄の疑いで逮捕[333]。
  -  ニューカレドニア自治政府は4度目の政府主席選挙でも新主席を選出できず。現職のティエリ・サンタ（英語版）が4票、サミュエル・ネプーン（フランス語版）が3票（選出には6票が必要）[334]。
  -  オランダは新政権発足に向けて、社会経済理事会（英語版）理事長のマリエット・ヘイマー（英語版）が情報提供者（informateur）に就任[335]。
  -  アメリカ合衆国共和党は、ドナルド・トランプ前大統領と対立するリズ・チェイニー議員を下院共和党会議議長から解任[336]。14日、親トランプ派のエリス・ステファニク（英語版）議員を後任に選出[337]。
- 13日 -  大韓民国国会は金富謙元行政安全部長官を国務総理（首相）とする任命同意案を賛成168、反対5、棄権1、無効2票で可決。最大野党・国民の力は採決に加わらず[338]。
- 14日
  -  チベット亡命政府は、シキョン（首相）に元亡命政府議会議長のペンパ・ツェリン（フランス語版）が当選したと発表[339]。
  -  ハイチのジョブネル・モイーズ大統領は、クロード・ジョセフ首相代行（兼外相）の任期を30日間延長[340]。
  -  北アイルランド与党・民主統一党党首選挙（英語版）。自治政府のエドウィン・プーツ（英語版）農相が勝利[341]。
  -  マリ共和国のモクタール・ウアンヌ（英語版）暫定首相が辞任し、バ・ヌダウ移行大統領が即座にウアンヌを再任[342]。
- 15日
  -  16日にかけてチリ制憲議会議員選挙（英語版）、地方選挙を執行。制憲議会選挙で連立与党は37議席にとどまり、新憲法草案を阻止できる3分の1にも届かない惨敗[343]。
  -  エチオピア選挙管理委員会は、物理的な準備の遅れのため、6月5日実施予定の総選挙を延期すると発表[344]。
- 17日 - NHK受信料を支払わない方法を教える党が「古い政党から国民を守る党」に党名変更[345]。
- 19日
  - 愛知県の大村秀章知事のリコール（解職請求）運動をめぐる署名偽造事件で、愛知県警察は、地方自治法違反（署名偽造）の疑いでリコール団体の田中孝博事務局長ら4人を逮捕[346]。
  -  アメリカ政府はノルド・ストリーム2プロジェクトの事業会社ノルド・ストリーム2・AG、および東ドイツの情報機関職員だったこの会社のマティアス・ワーニヒ最高経営責任者に対する制裁をアメリカの国益に反するものとして解除した。ドイツとロシア両政府はこの決定を歓迎する一方、ウクライナと一部のアメリカ合衆国連邦議会議員はロシアに利するだけと批判した[347]。
- 21日 -  カタルーニャ自治州議会は新首相にペレ・アラゴネス（英語版）首相代行（副首相）を賛成74、反対61で選出[348]。
- 22日 -  レバノンの新首相に指名されているサード・ハリーリー前首相は、ミシェル・アウン大統領の意向に沿う組閣は不可能と表明[349]。
- 23日
  - さいたま市長選挙を執行。現職の清水勇人が4選[350]。
  -  ベラルーシ当局は、「爆発物の情報がある」として、領空を飛行していたライアンエアー4978便をミンスク・ナショナル空港に緊急着陸させ、同機に搭乗していた反体制派メディアの創設者ラマン・プラタセヴィチを拘束[351]。
- 24日
  - 不適切発言で苦言を受けていた内閣官房参与の高橋洋一が辞職を表明[352][353]。
  -  ニュージーランドのジャシンダ・アーダーン首相は、次期総督にシンディ・キロを指名。女性マオリとして初、10月21日就任予定[354]。
  -  マリ共和国で軍事クーデター（英語版）が発生し、バ・ヌダウ移行大統領、モクタール・ウアンヌ（英語版）暫定首相らが相次ぎ拘束[355]。翌25日、アシミ・ゴイタ移行副大統領はヌダウとウアンヌの追放を発表[356]。翌26日、ヌダウとウアンヌはゴイタに対して辞任を表明[357]。28日、憲法裁判所はゴイタを移行大統領に任命[358]。
- 25日 -  イラン内務省は6月18日の大統領選挙（英語版）の候補者7人を発表。エブラーヒーム・ライースィー司法府長官、モフセン・メフルアリザデ（英語版）元副大統領らが立候補を認められた一方、アリー・ラーリージャーニー前議長や、マフムード・アフマディーネジャード前大統領らは失格[359]。
- 26日 -  シリア大統領選挙（英語版）を執行。現職のバッシャール・アル＝アサドが得票率95.1％で4選、欧米諸国は不正選挙と批判[360]。
- 28日 -   ロシアのウラジーミル・プーチン大統領とベラルーシのアレクサンドル・ルカシェンコ大統領は、ロシア南部ソチで会談。ベラルーシによる旅客機の強制着陸と反体制派拘束を欧米が強く非難する中、両首脳は「対欧米」で結束を確認[361]。
- 30日 -  キプロス議会総選挙（英語版）を執行。56議席中、民主運動党が17、労働人民進歩党が15、民主党（英語版）が9、国民前線（英語版）と社会民主運動（英語版）と民主戦線（英語版）がそれぞれ4、環境保護運動（英語版）が3議席獲得[362]。

### 6月
- 1日
  - 前経済産業相の菅原一秀が自民党離党と議員辞職を表明[363]。
  -  マリ共和国移行政権のアシミ・ゴイタ大統領は、ショゲル・コカラ・マイガ（英語版）を暫定首相に任命[364]。7日にゴイタが宣誓を行って正式に移行大統領に就任し[365]、同日中にマイガを改めて正式に首相に任命[366]。
- 2日
  -  イスラエル議会（クネセト）は大統領選挙を行い、87票を獲得したイツハク・ヘルツォグが26票にとどまったミリアム・ペレツ（英語版）を下し当選。7月9日に就任予定[367]。
  -  イスラエルの野党8党が連立政権樹立で合意。極右新右翼（英語版）党首のナフタリ・ベネット前国防相がまず2年間首相となり、その後に中道イェシュ・アティッド党首のヤイル・ラピドが首相を務める輪番制を採用[368][369]。13日、議会はベネット内閣を賛成60、反対59票で承認[370]。
- 4日 -  ムハンマド・ブハリ大統領の投稿が6月1日にTwitterにより削除されたことにより、ナイジェリア政府はTwitterの国内での利用を無期限停止すると発表[371]。
- 6日
  -  ペルー大統領選挙（英語版）決選投票を執行[372]。15日に開票が終了し、ペドロ・カスティジョが得票率50.125％となり勝利宣言[373]。49.875％で2位のケイコ・フジモリは開票作業中から選挙に不正があったと主張し[374]、9日に20万票について不正の疑いがあるとして無効を申し立て[375]。
  -  メキシコ議会下院選挙（英語版）を執行。オブラドール大統領の与党連合が過半数を維持する見通し[376]。
- 7日
  - 統合型リゾート事業をめぐり収賄と組織犯罪処罰法違反（証人買収）の罪に問われている秋元司衆院議員が保釈された[377]。
  -  国際連合総会は、9月に始まる来期の総会議長にモルディブのアブドッラ・シャーヒド外相を選出[378]。
- 8日
  - 東京地方検察庁特別捜査部は、菅原一秀前経済産業相を公職選挙法（寄付の禁止）違反で略式起訴[379]。同月16日付で東京簡易裁判所は、菅原に対し、罰金40万円・公民権停止3年の略式命令を出した[380]。
  -  民主統一党は次期北アイルランド自治政府第一大臣（首相）にポール・ギヴァン（英語版）を指名[381]。17日に就任[382]。
  -  国際連合安全保障理事会は非公開会合を開催し、アントニオ・グテーレスを事務総長として推薦する決議案を全会一致で採択し、再選が事実上決定[383]。6月18日の国連総会でグテーレスの続投を決める決議案を全会一致で採択[384]。
  -  ウガンダのヨウェリ・ムセベニ大統領は内閣改造を行い、副大統領にジェシカ・アルポ（英語版）、首相にロビナ・ナッバンジャを任命[385]。21日に新内閣が就任宣誓[386]。
  -  エマニュエル・マクロン大統領は国内訪問先のドローム県で28歳男性の平手打ちを食らった。10日に当該男性は18ヶ月間の懲役刑（うち14ヶ月間は執行猶予期間に当たる）に処せられた[387]。
- 9日
  - 菅義偉内閣発足後初めての党首討論が開かれた。菅義偉首相と立憲民主党の枝野幸男代表、日本維新の会の片山虎之助共同代表、国民民主党の玉木雄一郎代表、日本共産党の志位和夫委員長が参加[388]。
  -  アルバニア議会は、4月の国政選挙に関与したのは違憲と批判されていたイリール・メタ大統領の解任を賛成104、反対7、棄権3票で可決。今後は憲法裁判所で審議[389]。
  -  モンゴル大統領選挙（英語版）を執行。与党・モンゴル人民党のウフナーギーン・フレルスフ前首相が勝利宣言[390]。11日に議会で結果が承認され、25日に就任宣誓[391]。
- 10日
  - 第49回衆議院議員総選挙への立候補を表明していた鎌ケ谷市の清水聖士市長が辞職[392]。
  -  ミャンマー軍事政権はアウンサンスーチーを国家顧問時代の汚職容疑で訴追したと発表[393]。
  -  中央アフリカ共和国のフィルミン・ングレバダ（英語版）首相が辞任表明[394]。11日、新首相にアンリ＝マリ・ドンドラ元財務・予算大臣を任命[395]、15日に正式就任[396]。
  -  オランダ王国キュラソーのルーシール・ジョージ＝ウート（英語版）総督は、14日にジウマール・ピサス（英語版）が首相に就任し、新内閣が発足すると発表[397]。
- 11日
  - 憲法改正の手続きを定める国民投票法改正案が、参院本会議で与党や立憲民主党などの賛成多数で可決、成立[398]。
  - 世界保健機関の次期年次総会から台湾の出席を認めるよう各国に求める決議が参院本会議で全会一致で可決[399]。
  -  大韓民国最大野党・国民の力代表に36歳で国政未経験の李俊錫が当選。憲政史上初の主要政党における30代の党首に[400]。
  -  イギリスのコーンウォールで第47回主要国首脳会議が開幕、13日まで[401]。
  -  国際連合総会は、安全保障理事会の非常任理事国にブラジル、アラブ首長国連邦、ガーナ、ガボン、アルバニアの5カ国を選出[402]。
- 12日 -  アルジェリア国民議会選挙（英語版）を執行。アルジェリア民族解放戦線が98議席の第1党となったが過半数の204議席を大きく割れ込み、社会平和運動（英語版）は65議席、民主国民連合は58議席、無所属は84議席[403]。
- 14日 -  ハイチのジョブネル・モイーズ大統領は、クロード・ジョセフ首相代行（兼外相）の任期をさらに30日間延長[404]。
- 15日
  - 衆議院本会議で菅内閣不信任決議案を賛成134、反対322票で否決[405]。
  - 15日から16日にかけ、参院本会議にて、立憲民主、共産両党が提出した森屋宏参院内閣委員長と水落敏栄参院議院運営委員長の解任決議案を与党などの反対多数でいずれも否決。16日、安全保障上重要な施設周辺での土地取引を調査・規制する新法が与党などの賛成多数で可決、成立[406]。
  - 参議院本会議にて、新型コロナウイルス感染により自宅やホテルで療養する有権者に郵便投票を認める特例法が与党などの賛成多数により可決、成立[407]。
  -  トルコのレジェップ・タイイップ・エルドアン大統領は2020年ナゴルノ・カラバフ戦争でアゼルバイジャン軍が奪還したシュシャ（英語版）を訪問。アゼルバイジャンのイルハム・アリエフ大統領と会談し、「シュシャ宣言（英語版）」を発表し、両国間が同盟関係を締結[408][409]。
- 16日
  - 第204回国会（常会）会期末[410]。
  -  スイスのジュネーブで米露首脳会談が開催[411]。
- 17日
  - 衆議院議員の山尾志桜里が政界引退を表明[412]。
  - 佐賀県警察は、町長初当選前の今年2月に町役場に侵入したなどとして、みやき町の岡毅町長を建造物侵入と不正アクセス禁止法違反の疑いで書類送検[413]。
- 18日
  - 東京地方裁判所は、公職選挙法違反（買収）罪で前法務大臣の河井克行に懲役3年の実刑判決を言い渡した[414]。
  - 兵庫県猪名川町の福田長治町長が7月31日付の辞職願を提出[415]。
  -  イラン大統領選挙（英語版）を執行。エブラーヒーム・ライースィー司法府長官が62％を得票し1回目の投票で当選[416]。
  -  バヌアツ最高裁判所は、不信任決議案を回避するため3日間連続で議会をボイコットしたボブ・ラフマン（英語版）首相ら議員19人が法律に基づき議席を失ったとするグラシア・シャドラック（英語版）議会議長（15日に辞任）の決定を支持[417][418][419]。
  -  15日から開かれていた朝鮮労働党中央委員会第8期第3回総会は、太炯哲最高人民会議常任委員会副委員長を政治局員に選出するなどの人事を行い閉会[420]。
- 20日
  - 静岡県知事選挙を執行。現職の川勝平太知事が4選[421]。
  - 船橋市長選挙を執行。現職の松戸徹が3選[422]。
  -  アルメニア議会総選挙（英語版）を執行。与党・市民契約（英語版）が得票率53.9％を獲得しニコル・パシニャン首相が勝利宣言。野党は不正があったとして結果を受け入れず[423]。暫定結果は与党・市民契約（英語版）が72議席、ロベルト・コチャリャン元大統領率いる政党連合・アルメニア同盟（英語版）が27議席、我々は誇りを持っている同盟（英語版）が6議席[424]。
  -  フランス地方選挙の第1回目投票を、27日に第2回目投票を実施。共和国連合など与党連合が惨敗、極右政党・国民連合が伸び悩み、共和党をはじめとする右派勢力が躍進[425][426]。
- 21日
  - 福岡県香春町の筒井澄雄町長は「健康上の理由」で7月10日付の辞職願を提出[427]。
  -  スウェーデン議会（リクスダーゲン）はステファン・ロベーン首相に対する内閣不信任決議を賛成181、反対109、棄権51票で可決（175票が必要）[428]。ロベーンは28日に首相辞任を表明[429]し、29日、アンドレアス・ノーレン（英語版）議会議長は穏健党党首のウルフ・クリステルソンに組閣を要請[430]。
  -  エチオピア総選挙を執行。野党はボイコット[431]。7月10日、選挙管理委員会は、アビィ・アハメド首相が率いる繁栄党が436議席のうち410議席を獲得したと発表[432]。
- 22日
  -  大韓民国与党・共に民主党は、不動産の取引や保有をめぐり不正疑惑がある尹美香ら比例区選出の国会議員2人を除名[433]。
  -  スペイン政府は、カタルーニャ自治州の独立を問う2017年の住民投票を主導し、反乱罪などで禁錮9～13年の有罪判決を受け服役中のウリオル・ジュンケラス元州副首相ら独立派9人について、恩赦を決定[434]。
- 23日
  -  違法伐採に対する捜査を妨害した疑いがもたれていたブラジルのリカルド・サレス（英語版）環境相が辞任[435]。
  - 「特例郵便等投票」に関する改正公職選挙法が施行[436]。
- 24日
  - 青森地方裁判所は、収賄や官製談合防止法違反などの罪に問われた前西目屋村長の関和典に対し、懲役3年・執行猶予5年・追徴金275万円の判決を言い渡した[437]。
  -  アルジェリアのアブデラジズ・ジェラド首相が辞任表明[438]。30日、アブデルマジド・テブン大統領はエイムン・ベンアブデラフム財務相を新首相に任命[439]。
- 25日
  - 小此木八郎国家公安委員会委員長は、横浜市長選に立候補するため辞任。後任には棚橋泰文自由民主党行政改革推進本部長を起用[440]。
  - 公立医療機関の機能縮小を巡り、リコール（解職請求）住民投票の実施が決まっていた愛知県東栄町の村上孝治町長は、臨時町議会で30日付の辞職を表明し、議会は賛成多数で同意[441]。8月8日の出直し選挙で村上が再選[442]。
  - 2020年の国勢調査の速報値をもとに総務省がアダムズ方式で試算したところ、第50回衆議院議員総選挙から適用される定数配分が、選挙区10増10減、比例区3増3減となることが判明[443]（当年行われる第49回衆議院議員総選挙には適用されない）。
  -  オランダ王国アルバ議会総選挙（英語版）を執行。イブリン・ウェバー・クローズ（英語版）首相が率いる人民選挙運動（英語版）が9議席を獲得し第1党、アルバ人民党（英語版）が7議席、残り5議席は諸派[444]。
- 26日 -  イギリスのマット・ハンコック（英語版）保健相は、新型コロナウイルスの感染予防のために他人との距離を保つことを求めた政府の指針に違反したとして、引責辞任。後任にサジド・ジャヴィド前財務相が就任[445]。
- 27日 - 横須賀市長選挙を執行。現職の上地克明が再選[446]。
- 28日
  - 兵庫県芦屋市議会は、市幹部のパワーハラスメント問題を受け、伊藤舞市長に対する問責決議案の採決を行い、賛成10人、反対10人となり議長採決で可決[447]。
  - 古い政党から国民を守る党が「嵐の党」に党名変更[448]。
  -  サモア最高裁判所は、5月24日に独自に行なわれたフィアメ・ナオミ・マタアファ新内閣の宣誓式は違憲と判断。ただし同時に、新政府を選出するため7日以内に議会を開くよう命令し、7日間以内に議会が招集されなかった場合はマタアファ新政権の宣誓が合法と解釈できるとも裁定[449]。
- 29日
  - 愛知県の大村秀章知事へのリコール（解職請求）運動をめぐる署名偽造事件で、名古屋地方検察庁は、地方自治法違反（署名偽造）の罪でリコール運動団体の田中孝博事務局長ら3人を起訴[450]。
  -  大韓民国釜山地裁は、複数の女性市職員への強制わいせつ罪などに問われた呉巨敦前釜山広域市長に対し、懲役3年の実刑を言い渡した[451]。
  -  南アフリカ憲法裁判所は、法廷侮辱罪に問われたジェイコブ・ズマ前大統領に対し、禁錮1年3月の実刑を言い渡した。自身の大統領在任中の汚職疑惑をめぐる調査委員会への出席を求める司法命令に応じていなかった[452]。ズマは7月7日に警察に出頭し、収監された[453]。
  -  マレーシアのアブドゥラ国王は、上下院の議長に対し8月1日までに国会を再開するよう命じた。30日、国会再開を先送りしてきたムヒディン・ヤシン首相は「下痢」を理由に入院[454]。
  -  朝鮮労働党中央委員会政治局拡大会議にて金正恩党総書記は、幹部らが「無能と無責任さ」で重大事件を発生させたと叱責し、李炳鉄党政治局常務委員を解任するなどの人事を行った[455][456]。

### 7月
- 1日
  -  中華人民共和国支配政党の中国共産党は創立100周年記念式典を北京市で行った[457]。
  -  スウェーデンの穏健党党首のウルフ・クリステルソンが組閣を断念し首相指名を返上したため、アンドレアス・ノーレン（英語版）議会議長はステファン・ロベーン首相に再組閣を要請[458]。5日にロベーンは多数派の支持を得られる見込みを明かし[459]、7日の首相指名選挙では賛成116、反対173、棄権60票で再選阻止に必要な過半数の反対175票に届かず続投が決定[460]。
  -  フランス海外県マヨットの総評議会は、議長にベン・イッサ・ウセニ（Ben Issa Ousseni）を選出。投票ではウセニが14票、対立候補が12票を獲得[461]。
  -  フランス海外県グアドループ評議会は、ギー・ロスバル（Guy Losbar）を議長に選出。投票ではロスバーが25票、対立候補が16票を獲得[462]。
  -  フランス海外県レユニオン評議会はシリル・メルキオール（フランス語版）を議長に再選。投票では信任38、白票12票[463]。
- 2日
  -  フランス海外県フランス領ギアナの地域圏議会は、議長にガブリエル・セルビル（英語版）を選出。投票では信任35、白票19票[464]。
  -  フランス海外県マルティニークの執行評議会は、議長にセルジュ・レッチミー（英語版）を選出。投票では信任26、白票23票[465]。
- 4日
  - 東京都議会議員選挙を執行（小平市選挙区は無投票当選）。都民ファーストの会が改選前より退潮し31議席にとどまり第2党、自由民主党は33議席で第1党を奪回したが自公で過半数に届かず[466]。
  - 東京都国分寺市長選挙を執行。現職の井沢邦夫が三選[467]。
  - 富山県高岡市長選挙を執行。前市議の角田悠紀が初当選[468]。
  -  サモア元首のスアラウヴィ2世は、最高裁に議会招集の権限はないとして、7月5日までに議会を招集せよと6月28日に最高裁が下した判断を無視し、8月2日に議会を招集することを決定[469]。23日、最高裁はフィアメ・ナオミ・マタアファが5月に行った首相就任宣誓を有効と認め、27日に新政権が発足[470]。
  -  チリで新憲法起草のための制憲議会（英語版）が発足し、先住民マプチェ族の女性で言語学者のエリサ・ロンコン（英語版）を議長に選出[471]。
- 5日
  - 都民ファーストの会は、東京都議選の選挙期間中の2日に無免許運転で人身事故を起こしていた木下富美子都議を除名[472]。
  - 福島地方裁判所会津若松支部は、官製談合防止法違反などの罪に問われた元会津美里町長の渡部英敏に対し、懲役1年6月、執行猶予4年を言い渡した[473]。
  -  ハイチのジョブネル・モイーズ大統領が神経外科医のアリエル・アンリを新首相に指名[474]。
- 6日 -  カナダのジャスティン・トルドー首相は次期総督に外交官のメアリー・サイモンを指名。史上初となるカナダ先住民の総督となる[475]。
- 7日 -  ハイチのジョブネル・モイーズ大統領が正体不明の武装集団による襲撃を受け、私邸に於いて銃撃により死亡（ジョブネル・モイーズ暗殺事件）[476][477]。クロード・ジョセフ暫定首相は大統領の職務継承を宣言するとともに、全土に2週間の戒厳令を発令[478]。9日、議会上院がジョゼフ・ランベール（フランス語版）議長を暫定大統領に指名したが、ジョセフ暫定首相は応じず[479]。19日にジョセフが辞任に同意し、20日にアリエル・アンリが新首相に就任[480]。
- 8日
  - 自民党の竹下亘が政界引退を表明[481]。
  -  ニューカレドニア自治政府は5度目の政府主席選挙で新主席を選出。ルイ・マプ（フランス語版）が選出に必要な6票を獲得。現職のティエリ・サンタ（英語版）は4票[482]。
- 9日
  - 市役所に私物のサウナを持ち込むなどしていた大阪府池田市の冨田裕樹市長が30日付の辞職願を提出[483]。
  -  マカオ選挙管理委員会は、マカオ政府に忠誠を尽くしていないことなどを理由に、9月に行われる立法会選挙（英語版）に立候補していた21人について立候補を取り消したと発表[484]。
- 11日
  - 奈良市長選挙を執行。現職の仲川元庸が4選[485]。
  - 那覇市議会議員選挙を執行。自民・公明などの市政野党は19議席で改選前に比べて5議席を増やし、躍進。与党のオール沖縄勢力は14議席で、改選前から1議席を減らした[486]。
  -  モルドバ議会総選挙（英語版）を執行。マイア・サンドゥ大統領の与党・行動と連帯（英語版）（PAS）が63議席（得票率52％超）で過半数を獲得。ウラジーミル・ヴォローニン元大統領率いる共産主義者と社会主義者の選挙ブロック（英語版）（BECS）は32議席、ショル党（英語版）が6議席[487][488]。30日、サンドゥ大統領はナタリア・ガブリリツァを首相に指名[489]。8月6日、議会はガブリリツァを首相に承認[490]。
  -  ブルガリア議会総選挙（英語版）を執行。新党・こんな人々がいる（英語版）（ITN）が65議席、ボイコ・ボリソフ前首相率いるヨーロッパ発展のためのブルガリア市民（GERB）が63議席を獲得。30日、ルメン・ラデフ大統領はプラメン・ニコロフ（Plamen Nikolov）に組閣を要請[491]。
- 12日 -  ネパール最高裁は下院議員より提出されていた請願に対する評決を下し、K.P.シャルマ・オリ首相が進言した5月22日の下院解散を取り消し、またビドヤ・デビ・バンダリ大統領に対し、2日以内にシェール・バハドゥル・デウバ前首相を首相に就任させるよう命令[492]。13日、バンダリ大統領がデウバを新首相に任命[493]。
- 14日 -  レバノンの新首相に指名されているサード・ハリーリー前首相が、ミシェル・アウン大統領に新内閣の閣僚名簿を提示[494]。アウン大統領が名簿の修正を要求したがハリーリーはこれを拒否し、15日に首相指名を返上[495]。7月26日、拘束力のある議員協議会にて次期首相候補の投票を行った結果、ナジーブ・ミーカーティー元首相が115人中72人の票を得たため、アウン大統領が組閣を要請[496]。
- 16日
  - 8月22日投開票の横浜市長選挙に立候補の意向を表明している小此木八郎前国家公安委員長は、衆院議長宛に議員辞職願を提出[497]。7月18日、大島理森議長が辞職を許可[498]。
  -  バヌアツ議会議長が6月にボブ・ラフマン（英語版）首相ら議員19人を失職とした判断を不服として政府側が起こした控訴審が棄却。ただし、ラフマンら19人が実際に議席を明け渡したかどうかは別の審理を要するとも判断[499]。
  -  エスワティニの国王ムスワティ3世は新首相にクレオパ・ドラミニ（英語版）を指名[500]。19日に就任宣誓[501]。
- 18日 - 兵庫県知事選挙を執行。斎藤元彦が初当選[502]。
- 19日
  -  サントメ・プリンシペ大統領選挙（英語版）を執行。カルロス・ビーラ・ノヴァ元インフラ・天然資源・環境大臣が39.47％、ギリェルメ・ポッセル・ダ・コスタ（英語版）前首相が20.75％の票を獲得し決選投票に進出。デルフィム・ネベス（フランス語版）元国民議会議長は16.88％にとどまり選挙不正があったと主張[503]。8月8日に予定されていた決選投票は、後に8月29日に延期され[504]、その後9月5日に再延期[505]。
  -  ケイコ・フジモリがペルー大統領選挙（英語版）決選投票での敗北を認め、ペドロ・カスティジョの当選が確定[506]。
- 20日 -  ボスニア・ヘルツェゴビナ大統領評議会議長がクロアチア人代表のジェリコ・コムシッチに交代[507]。
- 21日
  - 嵐の党が党名を「NHKと裁判してる党弁護士法72条違反で」に変更[508]。
  -  大韓民国大法院は、文在寅を2017年5月の大統領選挙に当選させるため、インターネット上で不正な世論操作をした罪に問われた金慶洙（朝鮮語版）慶尚南道知事の上告審判決で、懲役2年の実刑を言い渡した控訴審判決を支持し、実刑が確定[509]。金は知事を失職[510]。
- 23日 - 東京都議会の臨時会が開かれ、議長に自由民主党の三宅茂樹、副議長に都民ファーストの会の本橋弘隆を選出。また、無免許運転で人身事故を起こした木下富美子の辞職勧告決議案を全会一致で可決[511]。
- 25日 -  チュニジアのカイス・サイード大統領がヒシェーム・マシーシー（英語版）首相を解任し、新たに任命する首相とともに自身が行政権を引き継ぐと宣言したほか、議会機能を30日間停止[512][513]。マシーシーは兼任していた内務大臣も解任され、ハレド・ヤヒャウイ（Khaled Yahyaoui）が内相代行に就任[514]。
- 26日
  -  ベトナム国会が全会一致（483票）でグエン・スアン・フックを国家主席に選出[515]。また、ファム・ミン・チンを全会一致（479票）で首相に選出[516]。
  -  ミャンマー軍事政権が2020年総選挙について、自由かつ公正ではなかったとして結果の無効を宣言[517]。
  -  セントルシア総選挙（英語版）を執行。野党・セントルシア労働党が13、与党・連合労働者党と無所属が2議席ずつ獲得[518]。28日にセントルシア労働党のフィリップ・ピエール党首が首相に就任[519]。
- 27日 - 立憲民主党の本多平直衆議院議員が離党届を提出し、受理された[520]。翌28日には議員辞職[521]。
- 28日
  - 落選した2019年の滋賀県議会議員選挙で法定外の文書を配布したとして公職選挙法違反罪に問われた元衆院議員の武藤貴也に、大津地方裁判所は、罰金50万円と公民権停止3年を言い渡した[522]。
  -  ペルー大統領にペドロ・カスティジョが就任し、翌29日にグイド・ベリド（英語版）議員を首相に指名[523]。

### 8月
- 1日
  - 仙台市長選挙を執行、現職の郡和子が再選。投票率は29.09％と過去最低[524]。
  -  ミャンマーの国家行政評議会はミン・アウン・フライン議長（国軍最高司令官）を暫定首相とする暫定政権の発足を発表。2023年8月までに再選挙を実施するとも表明[525]。
  -  シリアのバッシャール・アル＝アサド大統領は、フセイン・アルヌース首相に新内閣の組閣を要請[526]。10日、アサド大統領は新内閣を承認[527]。
- 2日 -  アルメニアのアルメン・サルキシャン大統領がニコル・パシニャンを首相に再任[528]。
- 3日 -  マレーシアのシャムスル・アヌアル・ナサラ（英語版）電力・天然資源相は、所属する統一マレー国民組織の連立政権離脱の方針を受け、辞任を発表[529]。
- 5日 - 三重県の鈴木英敬知事は、次期衆院選出馬のため辞職願を県議会議長に提出[530]。
- 6日
  - 日本維新の会は横浜市長選挙に立候補を表明している松沢成文参院議員の離党を承認したと発表[531]。8日、立候補に伴い松沢は議員を失職。公選法の規定により（本年10月及び2022年4月の）補欠選挙は行われない[532]。欠員分は2022年7月予定の第26回参議院議員通常選挙の際に合併選挙で補充される。
  -  組閣を要請されていたブルガリアのプラメン・ニコロフ（英語版）がルメン・ラデフ大統領に閣僚名簿を提出し、ラデフはニコロフを首相に提案する大統領令に署名[533]。しかしニコロフの所属するこんな人々がいる（英語版）（ITN）は議会で広い支持が得られないと判断、12日に議会はニコロフが組閣に失敗したと議決[534]。ラデフ大統領は20日までの組閣を目指したが、GERB-UDF連合の首相候補者ダニエル・ミトフ（英語版）は他党からの協力が得られないとして組閣を拒否[535]。27日にラデフ大統領はブルガリア社会党党首のコルネーリア・ニノワ（英語版）に組閣作業を要請[536]。
- 10日
  - 本多平直の議員辞職に伴い、衆議院比例北海道ブロックにて次点の山崎摩耶が繰り上げ当選[537]。
  - 次期衆院選への出馬を表明している旭川市の西川将人市長は、31日付での辞職願を市議会議長に提出[538]。
  -  ニューヨーク州のアンドリュー・クオモ知事は、州司法長官から女性11人へのセクハラを認定されたことを受け、辞任を表明[539]。23日に退任し、キャシー・ホウクル副知事が昇格[540]。
  -  中華人民共和国外交部は、リトアニアが台湾代表処の設置を許可したことに反発し、申知非（中国語版）駐リトアニア大使の召還を決めたと発表[541]。
- 11日
  - 糸魚川市選挙管理委員会は、2021年4月の市長選挙で複数の市幹部職員に対し現職の米田徹への投票を依頼していたとして、藤田年明副市長を公職選挙法違反（公務員の地位利用）の疑いで新潟県警察に刑事告発[542]。藤田は8月13日付で副市長を辞職[543]。
  -  マダガスカルのアンドリー・ラジョエリナ大統領は、クリスチャン・ンツァイ首相を除く全閣僚を解任[544]。
- 12日
  - 大島理森衆議院議長は、次期衆院選に立候補せず、議員を引退する意向を表明[545]。
  -  ザンビア大統領選挙（英語版）を執行。野党・国家開発統一党のハカインデ・ヒチレマ党首が現職のエドガー・ルングを破り初当選[546]。
- 15日
  -  ターリバーンがアフガニスタン全土を支配下に置いたと宣言（2021年ターリバーン攻勢）[547]。アブドゥル・サタール・ミルザクワル内務相代行は、平和裏に権力の移行を進めると表明[548]。同日、内務省高官が、アシュラフ・ガニー大統領がタジキスタンへ出国したと表明[549]。
  -  香港の民主派団体「民間人権陣線」が解散を発表。香港警察に国家安全維持法違反容疑を捜査を受けており、民主党や公民党など10以上の政党や団体が脱退していた[550]。
  -  カナダのメアリー・サイモン総督は、ジャスティン・トルドー首相の要請を受け議会下院を解散。9月20日に総選挙が実施される[551]。
- 16日
  - 第49回衆議院議員総選挙に山口3区から立候補すると表明した林芳正参議院議員は同日付で辞職[552]。
  -  マレーシアのムヒディン・ヤシン首相が内閣総辞職を表明、アブドゥラ国王が了承[553]。20日にアブドゥラ国王が新首相にイスマイル・サブリ・ヤアコブ前副首相を任命し[554]、21日に宣誓し就任[555]。
- 17日
  -  アフガニスタンのアムルラ・サレハ（英語版）第1副大統領は、Twitterで「私が正統な暫定大統領だ」と宣言し、首都カーブルを掌握したターリバーンと徹底抗戦する考えを示した[556]。
  -  ペルーのエクトル・ベハル（英語版）外相は、同国では過去にアメリカ中央情報局の支援を受けたペルー海軍がテロ活動を行っていたとの発言の責任を取り、辞任[557]。
- 20日
  - 静岡県御殿場市の若林洋平市長は、参議院静岡県選挙区補欠選挙に立候補するため、市議会議長に辞職願を提出[558]。
  -  ボリビア検察当局は、政府所在地ラパス郊外などで2019年11月に反政府デモ隊20人が治安部隊に殺害された事件で、ジェノサイドの罪などでヘアニネ・アニェス元暫定大統領を起訴[559]。
- 21日
  -  バルバドスのミア・モトリー首相は、サンドラ・メイソン総督が大統領への指名に同意したと発表。共和制に移行する11月30日に就任予定[560]。
  -  中国共産党中央規律検査委員会は、杭州市党委員会書記の周江勇（中国語版）を党の規律と法律に著しく違反した疑いで調査していると発表[561]。
- 22日
  - 横浜市長選挙を執行。立憲民主党推薦の山中竹春が得票率33.59%で当選、現職の林文子は13.06%で3位[562]。
  -  スウェーデンのステファン・ロベーン首相は11月にスウェーデン社会民主労働党党首を退き、首相も辞任すると表明[563]。
- 23日 -  チュニジアのカイス・サイード大統領が議会機能の停止を無期限に延長[564]。
- 24日 -  アルジェリア政府は、モロッコによる「敵対行為」を理由に国交断絶を発表[565]。
- 25日 -  万国郵便連合は、国際事務局長に日本郵便常務執行役員の目時政彦を選出。2022年1月就任予定[566]。
- 25日
  - 大阪府貝塚市の藤原龍男市長から違法な献金を受け取ったと報じられた日本維新の会の今井豊副代表は、同会と大阪維新の会を離党[567]。翌26日には大阪府議会議員を辞職[568]。27日、日本維新の会と大阪維新の会は、離党届の受理を取り消し、除名処分とした[569]。
  -  キャシー・ホウクルニューヨーク州知事は、クオモ前知事時代に正式に死者とした認めていなかった自宅などで死亡した約1万2000人を2019新型コロナウイルスによる死者数に組み入れることを発表した[570]。
- 26日
  -  香港政府は、急進民主派の立法会議員である鄭松泰（中国語版）の議員資格剥奪を発表。「中華人民共和国香港特別行政区への忠誠」がないことなどが理由[571]。鄭は自らが党主席を務める熱血公民の解散を発表[572]。
  -  マリの治安当局は、スメイル・ブベイ・マイガ（英語版）元首相を汚職容疑で逮捕[573]。
- 29日 - 大阪府池田市長選挙を執行。大阪維新の会公認で前市議の滝沢智子が初当選[574]。
- 30日
  - 全国知事会は新会長に平井伸治鳥取県知事を選出。9月3日就任予定[575]。
  -  エストニア議会は次期大統領の選出に失敗。唯一の候補者であるアラル・カリスは68票を要するところを63票しか獲得できず、16票が白票[576]。31日の2回目投票でカリスが72票を獲得し当選（白票8票）[577]。

### 9月
- 1日
  - デジタル庁が発足。初代のデジタル大臣には平井卓也デジタル改革担当大臣、デジタル監には一橋大学名誉教授の石倉洋子が就任[578]。
  - 高知県警察は、市職員が漏らした入札の価格情報を基に落札したとして、香南市議らを公契約関係競売入札妨害の疑いで逮捕[579]。28日、あっせん収賄の疑いで元市議を再逮捕[580]。
  -  ルーマニアのフロリン・クツ首相は、国家投資計画に反対していたステリアン・イオン（英語版）法務大臣を解任。6日、イオンが所属するルーマニア救出同盟・自由統一連帯党（英語版）は、連立政権を離脱すると発表[581]。
- 2日 -  サントメ・プリンシペのエバリスト・カルバリョ大統領は、大統領選挙の決選投票が5日に延期されたことに伴い、3日の任期満了後も、新大統領が就任する予定の29日まで在任し続けることを発表[582]。
- 3日 - 菅義偉内閣総理大臣（自由民主党総裁）が党総裁選挙へ立候補しないことを表明[583]。
- 4日 -  タイ王国下院議会は、新型コロナウイルス対策の不手際などを理由に野党が提出したプラユット・チャンオチャ首相の不信任決議案を反対264票、賛成208票で否決[584]。
- 5日
  - 茨城県知事選挙を執行。現職の大井川和彦が再選[585]。
  - いわき市長選挙を執行。元文部科学省職員の内田広之が、現職の清水敏男らを破り初当選[586]。
  -  サントメ・プリンシペ大統領選挙（英語版）決選投票を執行。カルロス・ビーラ・ノヴァ元インフラ・天然資源・環境大臣が得票率57.54％で当選、ギリェルメ・ポッセル・ダ・コスタ（英語版）前首相は42.46％[587]。
  -  ギニアで軍事クーデターが発生。大統領官邸付近で銃撃戦が発生し[588]、実行部隊がアルファ・コンデ大統領の身柄を拘束[589][590]。ママディ・ドゥンブヤ大佐が国家和解発展委員会（CNRD）議長として政権を掌握[591]。9月27日にCNRDが民政移管に向けた憲章を作成し[592]、ドゥンブヤは10月1日に移行政権の暫定大統領に就任[593]。
- 6日
  -  ターリバーンが抵抗勢力の拠点となっていたパンジシール渓谷を完全に掌握し、アフガニスタン全土を支配下に置いたと宣言。同地で抵抗を呼びかけていた民族レジスタンス戦線創設者のアフマド・マスードとアムルッラー・サーレハ（英語版）第1副大統領がタジキスタンに逃亡したとも発表[594]。
  -  バヌアツ最高裁は6月にボブ・ラフマン（英語版）首相ら議員19人が議席を明け渡さなかった（＝失職はしていない）と裁定[595]。
- 7日
  - 統合型リゾート事業をめぐる汚職事件で、収賄と組織犯罪処罰法違反（証人等買収）の罪に問われた衆議院議員の秋元司に対し、東京地方裁判所は懲役4年、追徴金約760万円を言い渡した[596]。
  - 静岡県警察は、富士宮市議会の議長選で、投票を依頼し、見返りに現金100万円を渡そうとしたとして、贈賄申し込みの疑いで現議長を逮捕[597]。
  -  北朝鮮の朝鮮労働党機関紙・労働新聞は、朴正天朝鮮人民軍総参謀長が党政治局常務委員兼書記に選出されたと報じた。総参謀長の後任には林光日が任命され、政治局員候補に昇格[598]。
  -  ターリバーンがハッサン・アフンド元副首相を首班とするアフガニスタン暫定政権の閣僚名簿を公表。外務大臣にアミール・ハーン・ムッタキー、国防大臣にムハンマド・ヤクーブ、内務大臣にシラジュディン・ハッカーニらを任命[599]。
  -  組閣を要請されていたブルガリア社会党党首のコルネーリア・ニノワ（英語版）は組閣を断念[600]。16日、ルメン・ラデフ大統領はステファン・ヤネフ（英語版）を引き続き暫定首相に据え[601]、11月14日の国民議会選挙・大統領選挙（英語版）実施を表明[602]。
- 9日
  -  北アイルランドの民主統一党が、ブレグジットに伴い北アイルランド議定書（英語版）で定められた北アイルランドとイギリス本土の間にある関税障壁を撤廃するよう要求。数週間以内の大幅修正がなければ自治政府から離脱すると警告[603]。
  -  モロッコ議会総選挙（英語版）を執行。全体395議席のうち、国家独立連合が97議席で第1党。権威近代党（英語版）が82、イスティクラル党が78、前回の第1党だった公正発展党は12議席にとどまり惨敗[604]。10日、国王ムハンマド6世は実業家・元農業大臣で国家独立連合党首のアジズ・アハヌッシュに組閣を要請[605]。
  -  オランダ王国アルバの組閣担当者（formateur）に任ぜられていたイブリン・ウェバー・クローズ（英語版）首相は、自らを首班とする新政権を樹立すると総督に報告[606]。
  -  香港の司法当局は、民主派団体「香港市民支援愛国民主運動連合会」と、同会の李卓人（中国語版）主席ら幹部3人を、香港国家安全維持法の国家政権転覆扇動罪で起訴[607]。9月25日、同会は会員総会を開き、解散を決議[608]。
- 10日
  -  タイ国会は、下院の選挙制度改革に関する憲法改正を賛成多数で可決。小選挙区の議席数増と比例代表の削減が柱[609]。
  -  首相候補に指名されたレバノンのナジーブ・ミーカーティー元首相が新内閣を発表[610]。
- 12日
  - 三重県知事選挙で一見勝之が初当選[611]。
  -  マカオ立法会選挙（英語版）を執行。直接選出される14議席のうち、マカオ民連協進会（英語版）が3、同心協進会（英語版）、新希望（英語版）、マカオ同盟（英語版）、群力促進会（英語版）、美好家園連盟がそれぞれ2、マカオ伝新協会（伝新力量）が1議席獲得[612][613]。民主派は、政府に忠誠を尽くしていないことを理由に事前に立候補を取り消されていたことから、議席を失った[614]。
  - 牧野勇司の任期満了に伴う士別市長選挙が執行し、自由民主党、新党大地が推薦する渡辺英次が初当選[615]。
- 13日 -  ノルウェー議会選挙（英語版）を執行。ヨーナス＝ガール・ストーレ率いるノルウェー労働党が48議席を獲得、エルナ・ソルベルグ首相率いるノルウェー保守党の36議席を上回って議会第1党となった。またノルウェー労働党を中心とした左派連合が議会の過半数を獲得して2013年以来の政権交代が確実となった[616]。
- 14日
  -  ハイチ検察当局はアリエル・アンリ首相が7月のジョブネル・モイーズ暗殺事件に関与していた疑いがあるとして判事に捜査要請を行ったほか、アンリの出国禁止を移民管理局長に要請したことを公表[617]。同日、アンリは捜査要請を行った検察官を解任[618]。
  -  カリフォルニア州でギャビン・ニューサム知事のリコール（解職請求）選挙が行われ、反対多数で否決された[619]。
- 15日
  - 市の人事を巡り市政を混乱させたとして、龍ケ崎市議会は、中山一生市長に対する問責決議案を賛成多数で可決[620]。
  -  イギリスのボリス・ジョンソン首相は、アフガニスタン情勢をめぐる対応で批判を浴びたドミニク・ラーブ外相を下位閣僚職の司法相に降格するなどの内閣改造を行った[621]。
- 16日
  -  オランダのシグリット・カーフ（英語版）外相は、アフガニスタンからの退避の混乱をめぐり下院が問責決議を可決したことを受け、辞任[622]。17日にはアンク・バイレフェルト（英語版）国防相も辞任を表明[623]。
  -  バハマ議会総選挙（英語版）を執行、39議席のうち進歩自由党が32議席、自由国民運動が7議席を獲得。17日、フィリップ・デイヴィスが首相に就任[624]。
- 17日
  - 自由民主党所属で同党竹下派を率いていた竹下亘衆議院議員が死去[625]。
  - 警視庁は、東京都議選の選挙期間中に無免許運転で事故を起こしたとされる木下富美子都議を、自動車運転死傷処罰法違反（無免許過失運転致傷）や道路交通法違反（報告義務違反）の疑いで書類送検[626]。9月28日開会の都議会定例会本会議で、木下に対し2度目となる辞職勧告決議案を全会一致で可決[627]。
  - 山梨県警察は、町立保育所の設計業務をめぐり、入札に関する情報を事前に業者に漏らしたとして、市川三郷町の久保眞一町長を官製談合防止法違反の疑いで逮捕[628]。
  -  フランス政府は、駐アメリカ大使と駐オーストラリア大使を召還すると発表。米英豪3カ国の新たな安全保障枠組みの創設に伴い、オーストラリアとの潜水艦の共同開発計画が破棄されたことを受けた措置[629]。
  -  19日までの3日間にわたりロシア下院選挙を執行。ウラジーミル・プーチン大統領の与党統一ロシアが324議席で3分の2を維持。ロシア連邦共産党が57議席、公正ロシアが27議席、ロシア自由民主党が21議席、新しい人々（英語版）が13議席[630]。
- 19日 -  香港選挙委員会委員選挙（英語版）を執行。民主派排除のため導入された新選挙制度の下での初の選挙であり、中間派の候補者1人が当選したが、残りの当選者1,447人は全て親中派となった[631]。有権者も大幅に制限され、投票総数は4,389人[632]。
- 20日 -  カナダ総選挙を執行。ジャスティン・トルドー首相率いるカナダ自由党が第1党の座を維持することが確実となり、トルドーが勝利宣言[633]。
- 21日
  - 笠浩史衆議院議員が立憲民主党に入党[634]。
  -  リビア代議院（トブルク）はアブドゥルハミード・ドベイバ（英語版）首相に対する不信任決議を可決。議員113人のうち89人が賛成[635]。
- 23日
  -  イタリア警察は、スペイン・カタルーニャ州の元首相で欧州議会議員のカルラス・プッチダモンを逮捕。プッチダモンは、2017年にカタルーニャ自治州の独立の是非を問う住民投票を強行し、反逆罪で指名手配されている[636]。
  -  英王室属領マン島総選挙（英語版）を執行、24議席のうち無所属が21、マンクス労働党（英語版）が2、自由バンニン党（英語版）が1議席を獲得[637]。
- 24日
  - 秘書への暴行事件を起こし新潟簡易裁判所より罰金20万円の略式命令を受けた石崎徹衆議院議員が議員辞職願を提出[638]。同月28日に辞職を許可された[639]。
  - コロナ対策へ使うはずの国の交付金を財政改善に充てていたとして、橿原市議会は、亀田忠彦市長に対する問責決議案の採決を行い、可否同数のため、議長裁決で可決[640]。
  -  チャドのマハマト・デビ暫定軍事評議会議長（大統領格）が暫定国民評議会の議員93人を指名、暫定議会として機能[641]。
- 25日
  -  中国国民党主席選挙（英語版）を執行。朱立倫元主席が当選[642]。
  -  アイスランド議会選挙（英語版）を執行。63議席のうち独立党が16、進歩党が13、左翼環境運動が8、社会民主同盟、人民党（英語版）、海賊党が6、改革党が5、中央党（英語版）が3議席を獲得。投票率は80.1％[643]。連立与党全体としては前回選挙より5議席増やして過半数を維持[644]。
- 26日
  - 旭川市長選挙を執行。自由民主党などの推薦を受けた今津寛介が初当選[645]。
  - 山梨市長選挙を執行。現職の高木晴雄が再選[646]。
  -  ドイツ連邦議会選挙を執行。ドイツ社会民主党が206議席を獲得し、ドイツキリスト教民主同盟/キリスト教社会同盟の196議席を上回り第1党に。以下同盟90/緑の党が118、自由民主党が92、ドイツのための選択肢が83、左翼党が39、南シュレースヴィヒ選挙人同盟が1議席[647]。
- 27日
  -  グリーンランド自治政府のムテ・エゲーデ首相が、将来の独立住民投票の投票権はイヌイットにルーツを持つ住民のみに限定すべきと発言したペール・ブロバーグ（ドイツ語版）外相を更迭[648]。
  -  ハイチのアリエル・アンリ首相は、暫定選挙管理委員会の全委員を解任。これに伴い、11月7日に予定されていた大統領選挙及び議会選挙（英語版）、憲法改正の国民投票（英語版）が無期限で延期となった[649]。
- 29日
  - 菅義偉の自由民主党総裁としての任期（1期目、任期途中で辞任した安倍晋三の残任期間を継承）が30日に満了することに伴う総裁選挙の投開票が行われ、決選投票の結果、岸田文雄が第27代総裁に就任[650]。
  -  チュニジアのカイス・サイード大統領がナジラ・ブダンに組閣を要請[651]。
  -  北朝鮮最高人民会議は、金正恩朝鮮労働党総書記の妹の金与正党副部長や趙甬元党書記らを国務委員会委員に選出。国務副委員長には金徳訓首相が就任[652]。
- 30日
  - 立憲民主党の枝野幸男代表と日本共産党の志位和夫委員長は、衆院選で政権交代が実現した場合に共産党が限定的に閣外協力する事で合意[653]。
  -  パリの裁判所は、2012年の大統領選挙で法定上限を超える選挙運動資金を支出したとして、ニコラ・サルコジ元大統領に禁錮1年の実刑判決を言い渡した[654]。
  -  中国共産党中央規律検査委員会は、孫力軍（中国語版）元公安次官に重大な規律違反があったとして党籍と公職の剥奪を決定[655]。11月5日、最高人民検察院は孫を収賄容疑で逮捕したと発表[656]。

### 10月
- 1日
  - 自由民主党の岸田文雄総裁が党役員人事を決定し、副総裁に麻生太郎、幹事長に甘利明、政務調査会長に高市早苗、総務会長に福田達夫、選挙対策委員長に遠藤利明がそれぞれ就任[657]。
  -  ジョージア政府は、指名手配されていたミヘイル・サアカシュヴィリ元大統領が帰国し、当局に拘束されたと発表[658]。
- 2日
  -  中国共産党中央規律検査委員会は、傅政華（中国語版）前司法部長に重大な規律違反や違法行為の疑いがあるとして調査していると発表[655]。
  -  カタールで初の諮問評議会選挙（英語版）を執行、45議席のうち30人を選出（残り15人は首長が任命、政党は禁止）。当選者は全員が男性。投票率は63.5％[659]。
  -  アルジェリア政府は、フランスの「許し難い内政干渉」を批判し、駐仏大使を召還したことを明らかにした[660]。
- 3日
  - 都民ファーストの会の荒木千陽代表は、国政政党「ファーストの会」を設立すると発表[661]。同月15日、次期衆院選への候補者擁立の断念を発表[662]。
  - 岡山市長選挙を執行。現職の大森雅夫が3選[663]。
  - 武蔵野市長選挙を執行。現職の松下玲子が再選[664]。
  - 御殿場市長選挙を執行。前副市長の勝又正美が初当選[665]。
- 4日
  - 第205回国会（臨時会）召集[666]。
  - 菅義偉内閣が総辞職[667]。衆参両院の本会議で内閣総理大臣指名選挙を実施し、与党・自民党総裁の岸田文雄を第100代内閣総理大臣（首相）に選出[668]。第1次岸田内閣発足[669]。
  - 衆院会派「立憲民主党・無所属」は、無所属の柿沢未途衆院議員の会派離脱を衆院に届け出[670]。
  -  エチオピア連邦議会がアビィ・アハメドを首相に再選[671]。
- 5日
  - 石崎徹の議員辞職に伴い、衆院比例北陸信越ブロックにて小松裕が繰り上げ当選[672]。
  -  アゼルバイジャンはバクーにあるイランの最高指導者アリー・ハーメネイーの代表がいるモスクを閉鎖。一方、イランはアゼルバイジャン軍の軍用機によるアゼルバイジャン本土とナヒチェヴァン自治共和国との間のイラン領空での通過を禁止[673]。
  -  ルーマニア議会はフロリン・クツ内閣に対する不信任決議を賛成281票で可決（234票が必要）[674]。
  -  リビア代議院（トブルク）は12月24日に予定されていた議会選挙を30日間延長し2022年1月に実施へ。同日に予定されている大統領選挙の日程は変更なし[675][676]。
- 6日
  - 中西健治参院議員が次期衆院選に神奈川3区から立候補するため、参院議長宛に議員辞職願を提出[677]。8日の参院本会議で辞職を許可[678]。
  - 衆院会派「国民民主党・無所属クラブ」は、無所属の高井崇志衆院議員の会派離脱を衆院に届け出た。高井は次期衆院選に向けてれいわ新選組に入党[679]。
  - 立憲民主党の小西洋之、杉尾秀哉両参院議員が、Twitter上の匿名アカウントによる森友学園公文書改竄問題にまつわる嘘のツイートで名誉を傷つけられたとして、東京都内のウェブ関連会社を相手取り損害賠償を求める訴訟を東京地裁に起こした[680]。
  - 希望の党唯一の所属議員である中山成彬が次期衆院選に立候補せず、政界からの引退する意向を示した[681][682]。
  -  ペルーのグイド・ベリド（英語版）首相が辞任し、後任にミルタ・バスケス（英語版）が就任[683]。
- 7日
  - 参院静岡県選挙区及び山口県選挙区の補欠選挙告示。
  - 参院山口県選挙区補欠選挙立候補に伴い、北村経夫参院議員が自動失職[684]。
  -  モロッコのモハメド6世国王は、国家独立連合のアジズ・アハヌッシュ党首を首相とする新内閣を任命[685]。
- 8日 -  9日にかけてチェコ議会下院選挙を執行。200議席中、中道右派の野党連合・SPOLU（市民民主党＋キリスト教民主同盟＝チェコスロバキア人民党＋TOP 09）が71議席、同じく野党連合の海賊と市長（市長と無所属（英語版）＋海賊党）が37議席を獲得し、合わせて108議席で政権交代へ。与党・ANO 2011は72、自由と直接民主主義が20議席を獲得[686]。
- 9日 -  オーストリアのセバスティアン・クルツ首相が自らの汚職疑惑による混乱収拾を理由に辞任表明、後任にはアレクサンダー・シャレンベルク外相を指名[687]、11日に就任[688]。12月2日、クルツは声明を発表し、国民党党首などのポストを辞任して政界引退の意向を表明[689]。
- 10日
  -  ヨルダンの全閣僚が内閣改造の手続きに従い辞職[690]。11日に内閣改造、新たに投資省を設置[691]。
  -  大韓民国の与党・共に民主党は、2022年大統領選挙の公認候補に京畿道の李在明知事を選出[692]。
  -  イラク議会選挙（英語版）を執行。329議席中、ムクタダー・アッ＝サドルの改革への同盟（英語版）（サーイルーン）が73議席を獲得し第1党を維持も過半数には届かず。ムハンマド・アル＝ハルブーシー（英語版）議会議長の進歩党（英語版）（タカダム）が38議席で第2勢力、親イランのファタハ連合（英語版）は予想以上に伸びず14人にとどまった[693]。
- 11日
  - 立憲民主党の生方幸夫衆院議員は、北朝鮮による日本人拉致被害者に関して「生きている人はいない」などと発言した責任を取り、党千葉県連代表を辞任[694]。内定していた千葉6区での次期衆院選の党の公認についても辞退[695]。
  -  チュニジアの新首相にナジラ・ブダンが就任[696]。
  - 鶴岡市長選挙を執行。現職の皆川治が自民党推薦の新人を僅差で抑え、再選[697]。
  -  ルーマニアのクラウス・ヨハニス大統領がダチアン・チョロシュ元首相に組閣を要請[698]。しかし20日に議会で行われた新内閣の信任選挙では賛成234票が必要なところ88票にとどまり、チョロシュ政権を不信任[699]。21日、ヨハニス大統領はニコラエ・チウカ国防相に組閣を要請[700]。
- 12日
  -  英王室属領マン島議会がアルフレッド・キャナン（英語版）を首相に選出。選挙で14票を獲得し、8票のアレックス・アリンソンを下す[701]。
  -  キルギスのサディル・ジャパロフ大統領は、アキルベク・ジャパロフ副首相兼財務経済大臣を閣僚議長（首相）代行に任命[702]。13日に議会が新内閣を承認し、ジャパロフが正式に首相就任[703]。
  -  ノルウェーのエルナ・ソルベルグ首相が国王ハーラル5世に辞任を申し出[704]、ハーラル5世はノルウェー労働党のヨーナス＝ガール・ストーレ党首に組閣を要請[705]。
- 13日
  -  北キプロス・トルコ共和国のハムザ・エルサン・サナー（トルコ語版）首相が少数与党であることを理由に内閣総辞職を表明[706]。
  -  セントヘレナ立法評議会選挙（英語版）を執行。12人の議員を選出、政党は存在せず全員が無党派[707][708]。
- 14日
  - 第205回国会会期末を迎え、岸田内閣が衆議院を解散[709]。
  - 高木毅が自由民主党国会対策委員長に就任[710]。
  -  スーダン主権評議会のアブドゥルファッターハ・アブドッラフマーン・ブルハーン議長がアブダッラー・ハムドゥーク首相に辞任を要求。ハムドゥーク首相は拒否[711]。
- 15日
  - 福島県警察は、有権者にハムやソーセージの詰め合わせを贈ったとして、公職選挙法違反容疑で田村市の本田仁一前市長を書類送検[712]。
  -  イギリス下院議員デイビッド・エイメスはエセックスの選挙区のイベントで暴漢に襲われ死亡した[713]。
- 17日
  - 佐賀市長選挙を執行。現職秀島敏行の不出馬に伴い、6人の新人が選挙戦を繰り広げ、自民党推薦で元国土交通省職員の坂井英隆が初当選した[714]。
  - 安曇野市長選挙を執行。新人で前長野県副知事の太田寛が初当選[715]。
  - 鎌倉市長選挙を執行。現職の松尾崇が4選[716]。
  - 越前市長選挙を執行。前福井県副知事の山田賢一が現職の奈良俊幸を破り初当選[717]。
- 18日
  - 中山成彬が記者会見で引退を正式に表明し、代表を務める希望の党については同月1日に解党していたことを明かした[718]。
- 19日
  - 第49回衆議院議員総選挙公示。1051人が立候補[719]。
  - 衆院選比例中国ブロック立候補に伴い髙階恵美子参院議員が自動失職[720]。
  - 大阪地方検察庁特別捜査部は、奈良県香芝市のごみ焼却施設の工事などをめぐり、業者側から現金を受け取ったとして、収賄の疑いで元市議会議長を逮捕[721]。
- 20日 -  バルバドス議会が11月30日の共和制移行時に新設される大統領にサンドラ・メイソン総督を選出。上院は賛成18反対0、下院は賛成27反対0。野党の上院議員で共和制移行に反対し辞職を表明したキャスウェル・フランクリン（Caswell Frankly）が棄権したほか、上院は1名、下院は2名が欠席。ミア・モトリー首相と野党党首のジョセフ・アザリー（Joseph Atherley）司教は共同でメイソンを初代大統領に指名[722]。
- 21日
  - 北村経夫の失職に伴い、参議院比例区で比嘉奈津美が繰り上げ当選[723]。
  - 2019年の参院選広島選挙区の買収事件をめぐり、1審で実刑判決を受けた河井克行元法務大臣が控訴を取り下げ、懲役3年の実刑が確定[724]。
  -  トリニダード・トバゴ共和国議会は、警察人事をめぐる混乱を発端としたポーラ＝メイ・ウィークス大統領に対する弾劾決議を賛成24、反対47で否決[725]。
- 22日 -  フィジー議会は大統領選出選挙を執行し、28票を獲得したウィリアメ・カトニヴェレが当選。テイムム・ケパ（英語版）は23票[726]。
- 23日
  -  台中市第2区選出の立法委員・陳柏惟に対するリコール投票の結果、賛成77,899、反対73,433票となり、賛成票数が全有権者の4分の1である73,744票を越え、かつ賛成が多数派となったためリコールが成立。陳は台湾史上初めてリコールにより立法委員を失職[727]。
  -  トルコのレジェップ・タイイップ・エルドアン大統領は、活動家のオスマン・カバラ（英語版）の釈放を求める共同声明を発表した米国、カナダ、デンマーク、フィンランド、ドイツ、フランス、オランダ、ニュージーランド、ノルウェー、スウェーデンの10カ国の駐トルコ大使について、国外追放するよう外相に指示[728]。25日、エルドアン大統領は追放指示を撤回[729]。
- 24日
  - 国会議員の後期補欠選挙。
    - 参議院山口県選挙区補欠選挙で自由民主党公認の前職北村経夫が当選[730]。
    - 参議院静岡県選挙区補欠選挙で立憲民主党・国民民主党推薦の新人山﨑真之輔が当選[731]。

  - 山口市長選挙を執行。自民党、立憲民主党、公明党の推薦で前副市長の伊藤和貴が初当選[732]。
  - 春日部市長選挙を執行。元市議で無所属の新人岩谷一弘が自民党・公明党推薦の現職石川良三らを破り、初当選[733]。
  -  ウズベキスタン大統領選挙（英語版）を執行。現職のシャフカト・ミルジヨエフが80.1%の得票で再選[734]。
- 25日 -  スーダン軍部がハムドゥーク首相を軟禁下に置き逮捕[735]。主権評議会のブルハーン議長は主権評議会の解散と2023年7月の選挙実施を宣言（2021年10月スーダンクーデター）[736]。
- 26日
  - 寿都町長選挙を執行。現職の片岡春雄が6選[737]。
  - 真鶴町の松本一彦町長は、町職員だった当時に選挙人名簿を不正にコピーして持ち出し、町長選挙で使ったことを認め、辞意を表明[738]。
  -  カナダでジャスティン・トルドー首相率いる新内閣が発足[739]。
  -  ブラジル議会上院の特別委員会は、新型コロナウイルスのワクチン購入の提案を放置するなど、適切な対策を取らなかったことが死者の増加を招いたとして、予防的な衛生措置の違反や人道に対する罪など9つの罪でジャイール・ボルソナーロ大統領の訴追を求める報告書を賛成多数で承認[740]。
- 27日
  - 山梨県警察は、市川三郷町発注の公共施設の設計業務を巡り、特定の設計事務所に受注させる見返りに現金を受け取ったとして、久保眞一町長を加重収賄容疑で、元町議をあっせん収賄容疑で再逮捕[741]。
  - 東京都知事の小池百合子が過労を理由に入院。静養中の公務は副知事の武市敬が代理を務める。小池の入院は6月〜7月の都議会選挙期間中に続き2度目[742]。11月21日から、医師の判断で公務に本格的に復帰する意向[743]。
- 28日 - 高階恵美子の失職に伴い、参議院比例区で竹内功が繰り上げ当選[744]。
- 29日 -  サウジアラビア外務省は、駐レバノン大使を召還するとともにサウジアラビア駐在のレバノン大使に対し48時間以内に国外へ退去するよう命じた。その後、バーレーン、クウェートも駐レバノン大使の追放を発表した。レバノンのジョージ・クルダヒ（英語版）情報相がイエメン内戦へのサウジアラビア主導の連合軍の介入を批判したことを受けた措置[745]。12月3日、クルダヒが情報相を辞任[746]。
- 31日
  - 第49回衆議院議員総選挙を執行。自民党は石原伸晃元党幹事長など大物候補が相次いで落選したものの[747]、261議席を獲得し、公示前の276議席から減らしたが、絶対安定多数を単独で確保。公明党は32議席で、与党は293議席となった。立憲民主党は公示前議席を割り込み96議席に留まった。日本維新の会は公示前の11議席を大幅に超える41議席を得て、第3党に躍進。国民民主党は11議席を獲得し、公示前の8議席から伸ばした。日本共産党は10議席で前回の12議席に届かなかった。れいわ新選組は比例で3議席を獲得。社会民主党は公示前と同じ1議席だった[748]。
  - 衆院選小選挙区神奈川13区に於いて、自由民主党幹事長の甘利明が立憲民主党所属の太栄志に敗れた[749]。11月1日、比例代表の南関東ブロックで当選した。小選挙区導入後で初の現職幹事長敗北となり、甘利は辞意を表明した[750]。同日、岸田首相は次期自由民主党幹事長に外務大臣の茂木敏充を起用する方針を固めた[751]。万博担当相の若宮健嗣も小選挙区（東京5区）を落とし、比例復活した。一方で、立憲民主党は党副代表の辻元清美や党選挙対策委員長の平野博文が小選挙区及び比例で復活当選できず、落選した。前回より現有議席をやや減らしたことを受け、党幹事長の福山哲郎は辞任を示唆した[752]。また、自由民主党の河野太郎は小選挙区での最多得票数を更新して当選したほか[753]、土田慎と馬場雄基が当選したことで平成生まれの国会議員が初めて誕生した[754]。
  - れいわ新選組は、衆院選比例東海ブロックで1議席獲得可能な得票であったが、小選挙区との重複立候補者として比例名簿に登載されていた2候補が小選挙区の有効投票数の10%を下回り供託金が没収されるため、公職選挙法の規定に基づいて名簿から削除された。この1議席は公明党が獲得した[755][756]。
  - 宮城県知事選挙を執行[757]。現職の村井嘉浩が5回目の当選[758]。
  - 神戸市長選挙を執行[757]。現職の久元喜造が3回目の当選[759]。
  - 長野市長選挙を執行[760]。新人5人が争い、元アスリートの荻原健司が初当選[761]。
  - 川崎市長選挙を執行[762]。現職の福田紀彦が3度目の当選[763]。
  - 柏市長選挙を執行。4人の新人が激選を繰り広げ、立憲民主党・日本共産党・れいわ新選組の支援を受けた元衆議院議員の太田和美が初当選[764]。
  - 越谷市長選挙を執行。元市議の福田晃が初当選[765]。
  - 八戸市長選挙を執行。元青森県議の熊谷雄一が現職の小林眞を3万票差で破り、初当選[766]。
  - 上越市長選挙を執行。元市議の中川幹太が前副市長を8600票差で破り、初当選[767]。
  -  北マケドニアのゾラン・ザエフ首相が地方選挙で敗北したことを受け、社会民主同盟代表と首相を辞任すると表明[768]。
  - イギリス・グラスゴーでCOP26が開幕。内閣総理大臣の岸田文雄は就任後初の外国訪問となる[769]。

### 11月
- 1日
  - 自由民主党は、衆議院選挙小選挙区で無所属で立候補し、当選した柿沢未途（東京都第15区）と田野瀬太道（奈良県第3区）を追加公認すると発表[770]。
  -  ルーマニア新首相に指名されていたニコラエ・チウカ国防相が組閣を断念[771]。22日、クラウス・ヨハニス大統領はチウカに再び組閣を要請[772]。25日に議会がチウカ新内閣を承認し就任宣誓[773]。
  -  中華人民共和国・北京市人民代表大会選挙に立候補を予定していた人権活動家ら14人が共同声明を発表し、自由や生活の安全を理由に立候補を取り消したことを明らかにした[774]。
  -  北キプロス・トルコ共和国のエルシン・タタール大統領が国民統一党のファイズ・スジュオール（トルコ語版）党首に組閣を要請[775]。5日、タタール大統領はスジュオール新内閣を承認[776]。
- 2日
  - 新潟県見附市の久住時男市長は、健康上の理由から同月30日付の退職申出書を市議会議長に提出[777]。
  - 衆院選で現有議席を下回ったことなどを理由に、立憲民主党執行役員会で枝野幸男が第206回国会（特別国会）閉会後に党代表職を辞任する意向を表明[778]。また、次期党代表選挙は党の国会議員以外の党員や準党員、パートナーズなどの関係者の投票参加の拡充の意向を示した[779]。
  -  バージニア州知事選挙（英語版）で、共和党候補で元実業家のグレン・ヤンキン（英語版）が民主党候補で元知事のテリー・マコーリフ（英語版）を破り当選[780]。
  -  ニューヨーク市長選挙で、民主党候補でブルックリン区長のエリック・アダムス（英語版）が初当選[781]。
  -  ボストン市長選挙（英語版）で、台湾系のミシェル・ウー（英語版）が初当選。同市ではこれまで白人男性のみ当選しており、非白人・女性で初の選出となった[782]。
  -  コネチカット州・スタンフォード市長選挙（英語版）で、州議会議員のキャロライン・シモンズ（英語版）が、元MLB選手のボビー・バレンタインを僅差で破り、初当選[783]。
  -  エチオピア政府は、ティグレ人民解放戦線との内戦の戦況緊迫を受け、国全土に6カ月間の非常事態宣言を発令[784]。
  -  中国のテニス選手彭帥が、新浪微博の投稿で元国務院副総理の張高麗と不倫関係であった事を実名で告白した[785]。この投稿の真偽は不明で、投稿はすぐに削除されたが国内外に拡散された[786]。この騒動以降、消息は不明の状態でテニス界から安否を案じる声が挙がっていたが、中国国際放送は彭が宛てたメールを公開し、彭自身が性的暴行を否定し、自宅に安全に過ごしている現状を明かした[787]。
- 3日
  - 内閣総理大臣の岸田文雄は、茂木敏充を自民党幹事長へ起用することに伴い、第2次岸田内閣の組閣までの期間は外務大臣を兼務することを表明[788]。
  -  ポルトガル共和国議会が、10月27日に政府提出の予算案を否決したことを受けマルセロ・レベロ・デ・ソウザ大統領が発出した議会解散令を承認[789][790]。4日、総選挙を2022年1月30日に決定[791]。
  -  ペルーのルイス・バランスエラ（スペイン語版）内相は、新型コロナウイルス感染拡大対策のため禁じられたハロウィンのパーティーを自宅で開いた疑いが持ち上がり、辞任[792]。
- 4日
  - 衆院選で当選した吉良州司ら無所属議員5人が衆院会派「有志の会」を結成[793]。
  - 参院会派「国民民主党・新緑風会」は、無所属の山﨑真之輔議員の入会を参院事務局に届け出た[794]。
  - 国民民主党は、立憲民主、共産、社民各党と国会運営で連携してきた野党国会対策委員長会談の枠組みから離脱する方針を決定[795]。
  - 静岡県知事の川勝平太が浜松市内での参院補選の応援候補の演説で、「（御殿場市は）コシヒカリしかない。こちら（浜松市）にはウナギがある。何でもある」などと対立候補が市長を務めていた地を揶揄する発言をしたことで謝罪した。11月10日、川勝は御殿場市役所を訪れ、同市市長及び議長と会談し謝罪した[796][797]。
  -  スウェーデンの与党「社会民主労働党」は、党大会にてマグダレナ・アンデション財務相を新党首に選出[798]。
  -  フォークランド諸島総選挙（英語版）が執行され、8人の無所属議員を選出[799][800]。
- 5日
  - 自由民主党は、衆院選静岡5区で当選した細野豪志の入党を認め、細野は同日付で入党[801][802]。
  - 日本維新の会所属で兵庫4区から立候補し、比例近畿ブロックで初当選した衆院議員赤木正幸の選挙運動員の男が自身の知人にビラ配りや投票を呼び掛ける報酬として日当1万3000円を支払う買収約束をした疑いで公職選挙法違反で逮捕された。赤木は自身の関与を否定している[803]。翌日、選挙運動員の約束を許諾した疑いで、その男の孫が逮捕された[804]。
  - 参院補欠選挙静岡県選挙区で当選した山﨑真之輔は、週刊誌『FRIDAY』に掲載された過去の女性関係に関し、自身の公式ブログで関係者に迷惑をかけたことを謝罪した[805][806]。11月10日に国会内で報道陣の取材に応じ、週刊誌で掲載された内容は概ね事実と認め謝罪した[807]。
  -  大韓民国の最大野党「国民の力」は、2022年大統領選挙の公認候補に尹錫悦前検事総長を選出[808]。
  -  中華人民共和国国務院台湾事務弁公室は、中華民国の蘇貞昌行政院長と游錫堃立法院長、呉釗燮外交部長の3人を「台湾独立勢力」と批判し、入国を禁じるなどの制裁措置を取ると発表[809]。
- 6日
  -  リビア大統領評議会（英語版）は、ナジュラ・エル・マングーシュ（英語版）外相が評議会との調整を経ずに外交政策を行ったとして、外相の職務停止と外国への渡航禁止を決定。翌7日、アブドゥルハミード・ドベイバ（英語版）政権はこの決定に反発[810]。
  - 元山形県議会議長の県議が、政務活動費を不正に受給していた問題で、議長に議員の辞職願を提出し、受理された[811]。
- 7日
  - 葛飾区長選挙で、現職の青木克徳が元区議を大差で下し、4選[812]。
  -  バグダッドのグリーンゾーンにあるイラク首相ムスタファ・アル＝カーズィミーの住居に爆発物を積んだドローン1機が突撃した。3機中2機は撃墜されたものの、住居の扉が吹き飛び、壁などが破壊された。首相は無事だったものの、ボディーガードの2人の負傷が伝えられている[813][814]。
  -  ニカラグア大統領選挙（英語版）。現職でサンディニスタ民族解放戦線のダニエル・オルテガら6人が立候補し、オルテガが連続4選（通算では5選）。事前に野党有力候補を拘束するなどしていた[815]。米州機構は選挙に正当性がないと批判、ニカラグアは反発しデニス・モンカダ（スペイン語版）外相が19日に脱退手続きを開始したと表明[816]。
- 8日
  - 内閣総理大臣の岸田文雄は、人権問題を担当する内閣総理大臣補佐官に衆議院議員の中谷元を起用する意向を固めた。中国を牽制した国際的な人権啓発の取り組みや民間企業への人権促進などを念頭にしている[817]。
  - 自由民主党は、衆院選岡山3区で当選した平沼正二郎の入党を認めた[818]。
  - 公明党は、国会対策委員長に佐藤茂樹幹事長代理、選挙対策委員長に高木陽介国会対策委員長を充てる人事を決定[819]。
  -  クウェートのサバーハ（英語版）首相が、財政改革をめぐり議会との対立が続く事態を打開するため内閣総辞職を表明[820]。23日、サバーハが首相に再任[821]。
- 9日
  - 10月の衆院選で落選した石原伸晃は、9日夜の自由民主党の派閥・近未来政治研究会の緊急幹部会で会長職を辞する考えを表明[822]。11日の派の会合で会長を辞任する考えを正式に表明[823]。
  -  チェコのミロシュ・ゼマン大統領が市民民主党のペトル・フィアラ党首に組閣を要請[824]。11日、アンドレイ・バビシュ首相がゼマン大統領に辞表提出[825]。28日、ゼマン大統領がフィアラを新首相に任命し、組閣を要請[826]。
  -  チリ下院がセバスティアン・ピニェラ大統領に対する弾劾手続きの開始を賛成78、反対67票で承認[827]。上院においては同月16日に投票が行われたが、こちらでは弾劾に必要な3分の2の賛成に届かず、否決[828]。
  -  国際連合教育科学文化機関総会は、オードレ・アズレ事務局長の再任を賛成多数で可決[829]。
  -  北マケドニアのゾラン・ザエフ首相が、10月31日に表明した辞任を政局が安定するまで延期すると表明[830]。野党はザエフ首相の不信任決議案を提出したが、11日の採決では必要定足数に1人足りなかったため投票は行われず[831]。
- 10日
  - 第206回国会召集[832]。
    - 午前中に第1次岸田内閣が総辞職[833]。午後の衆参両院の本会議で内閣総理大臣指名選挙が行われ、岸田文雄を第101代内閣総理大臣に選出[834]。その後、第2次岸田内閣が発足[835]。
    - 衆議院議長に自民党の細田博之、副議長に立憲民主党の海江田万里を選出[836]。

  -  スウェーデンのステファン・ロベーン首相が辞任[837]。11日、議会議長がアンデションに組閣を要請[838]。24日、議会がアンデションを賛成117、反対174、棄権57票で新首相に選出（反対が過半数にならないことが条件）[839]、その7時間後に緑の党の連立離脱と予算案否決を理由に辞任表明[840]。25日に議会議長が再びアンデションを次期首相に指名[841]、29日の首相指名選挙でアンデションを賛成101、反対173、棄権75票で再び首相に選出[842]。
- 11日
  - 林芳正は外務大臣への就任に伴い、日中友好議員連盟会長を辞任すると表明[843]。後任に小渕優子が就任する見通し[844]。
  - 会長の細田博之が衆議院議長に就任した事に伴い、自由民主党の派閥・清和政策研究会の後任の会長に安倍晋三が就任[845]。
  - 東京都北区の自民党所属の現職区議が覚醒剤使用の疑いから覚醒剤取締法違反で逮捕された[846]。
  -  中国共産党は、1945年、1981年に次ぐ第3の歴史決議を採択し、第19期中央委員会第6回総会は閉幕した[847]。
  -  スーダン主権評議会の解散を宣言していたアブドゥルファッターハ・アブドッラフマーン・ブルハーンが、自らを議長とする新たな主権評議会を組織。14人のメンバーで構成され、民主化勢力の自由・変革同盟（英語版）は一切排除[848]。
- 12日
  - 第206回国会会期末[849]。
  - 立憲民主党代表・枝野幸男は、現有議席が減少した責任を取り、党常任幹事会で代表の職を辞任。次期代表選は、19日告示・30日投開票の予定[850]。
  - 大村秀章愛知県知事へのリコール運動を巡る署名偽造事件に関わったとして、愛知県警察は、リコール運動団体会長の高須克弥の秘書ら2人を地方自治法違反（署名偽造）の疑いで書類送検[851][852]。
  -  アメリカ合衆国連邦大陪審は、ドナルド・トランプ前大統領の側近だったスティーブン・バノン元首席戦略官を議会侮辱罪で起訴。1月6日に起きた連邦議会議事堂襲撃事件を調査する下院特別委員会が召喚状を出していたがバノンは出席を拒否し、同委員会が刑事告訴していた[853]。
- 14日
  - 広島県知事選挙を執行。現職の湯崎英彦が4回目の当選[854]。湯崎は新型コロナウイルス対策として街頭演説を実施せず、街宣車も出さない異例の選挙戦を繰り広げ、オンライン集会やSNS発信に注力した[855]。
  - 呉市長選挙を執行。現職の新原芳明が、元衆院議員の三谷光男を接戦で破り再選[856]。
  -  ブルガリア国民議会選挙・大統領選挙（英語版）を執行[857]。大統領選挙の第1回投票は、現職のルメン・ラデフが49.41％、ソフィア大学学長のアナスタス・ゲルジコフ（英語版）が22.82％を獲得し決選投票に進出。権利と自由運動党首のムスタファ・カラダイ（英語版）は11.57％[858]。21日の決選投票ではラデフが66.72％の票を獲得し当選、ゲルジコフが31.80％[859]。14日の議会選挙では、新党・我々は変化を継続する（英語版）が67、ヨーロッパ発展のためのブルガリア市民-民主勢力同盟が59、権利と自由運動が34、ブルガリアのための連合が26、こんな人々がいる（英語版）が25、民主的ブルガリア（英語版）が16、リバイバル（英語版）が13議席を獲得[860]。
- 15日
  - 日本維新の会代表の松井一郎は、月額支給の手当てで10月31日に10月分として初当選した議員に満額で支払われた「文書通信交通滞在費」に疑義を呈し、「特別党費」として徴収し寄附に充てる考えを示した[861][862]。
  -  中国の国家主席習近平とアメリカ合衆国大統領のジョー・バイデンがオンライン形式で首脳会談[863]。
- 16日 - 自由民主党は、緊急事態宣言下に東京・銀座のクラブを訪問した問題で離党した松本純元国家公安委員会委員長の復党を党紀委員会で了承[864]。11月18日、自民党神奈川県連は党本部に対して反発し、抗議文を提出[865]。
- 17日 - 自由民主党所属で山形2区選出の鈴木憲和の応援に携わっていた米沢市議が、衆院選に絡み公職選挙法違反（買収の約束、事前運動、法定外文書等頒布）で逮捕された[866]。12月3日には運動員1人が新たに公選法違反の疑いで書類送検された[867]。12月7日、買収と事前運動の罪で市議が略式起訴され、罰金50万円の略式命令を受けた[868]。
- 18日
  - 山梨県富士川町の志村学町長が官製談合防止法違反などの疑いで逮捕された[869]。志村は30日付で町長を辞職[870]。12月7日、計300万円を受け取っていたとして加重収賄などの疑いで志村が再逮捕された[871]。
  - 千葉県多古町の所一重町長が、複数の町職員に対して2021年の衆院選で千葉10区に立候補した候補者への投票を依頼した疑いで公職選挙法違反（公務員の地位利用）で逮捕された[872]。所は自由民主党の林幹雄を支援していた[873]。12月8日、公選法違反の罪で所が略式起訴され、罰金30万円の略式命令を受けた[874]。12月10日、所は町役場で記者会見を開き、責任を取るとして町長職の辞職の意向を表明[875]。
  -  日中外相電話会談。林芳正外相は来年が「日中国交正常化50周年」であることを踏まえ、「建設的かつ安定的な日中関係」の構築に協力を呼びかけたのに対し、王毅外相は賛意を示した[876]。
  -  台湾外交部は、リトアニアの首都・ヴィリニュスに「駐リトアニア台湾代表処」を設立し、領事業務を開始したと発表[877]。21日、「一つの中国」の原則を遵守する中国政府は厳重に抗議し、リトアニア駐在の代表を「特命全権大使」から「臨時代理大使」に格下げ[878][879]。25日、在リトアニア中国大使館が領事業務を一時停止[880]。
  -  アメリカ・ワシントンで中国や北朝鮮を念頭にした日米韓の外務次官協議を実施していたが、日本側が韓国の金昌龍警察庁長の竹島上陸を理由に共同記者会見を拒否したため、アメリカが単独で記者会見を行った[881][882]。
  -  トンガ総選挙（英語版）を執行。全17議席の人民代表議員は無所属が大半を占め、フレンドリー諸島民主党（英語版）、トンガ人民党（英語版）が若干数を確保[883]。
- 19日
  - 立憲民主党代表選挙告示。届け出順に逢坂誠二、小川淳也、泉健太、西村智奈美の4人が立候補[884]。
  - 野田聖子男女共同参画担当大臣の補佐のため、三原じゅん子が内閣府大臣補佐官に就任[885][886]。
  - 7月の東京都議選期間中などに無免許運転を7回繰り返したとして、 木下富美子都議が道路交通法違反（無免許運転）罪で在宅起訴された[887]。
  - 防衛省は、17日夜に中国海軍測量艦が鹿児島県沖の領海に侵入したと発表。日本政府は中国政府に懸念を伝達した[888]。
  -  モンテネグロ議会は、9月のセルビア正教会総主教即位の際にミロ・ジュカノビッチ大統領が行った声明が憲法の政教分離に違反しているか否かを判断する弾劾提案を採択[889]。
- 20日 -  アメリカ合衆国大統領のジョー・バイデンが結腸内視鏡検査で麻酔を受けたため、空白の85分は副大統領のカマラ・ハリスが職務を代行[890][891]。
- 21日
  - 福島市長選挙を執行。現職の木幡浩が2選[892]。
  -  スーダン主権評議会のブルハーン議長、各政治勢力、社会市民組織の間で、アブダッラー・ハムドゥークを首相に復職させ、全ての政治犯を釈放することで合意[893]。22日、外相を含む閣僚12人が首相と軍の取り決めに抗議し辞任表明[894]。
  -  チリ総選挙（英語版）を執行。大統領選挙の第1回目投票は保守系のホセ・アントニオ・カスト（英語版）元議員が27.9％、左翼系のガブリエル・ボリッチが25.8%を得票し決選投票に進出[895]。
  -  ベネズエラ統一地方選挙（スペイン語版）を執行。反米左派のニコラス・マドゥロ大統領率いる与党ベネズエラ統一社会党が全23州中20州を制し圧勝[896]。
- 22日
  - 無免許運転を繰り返したとして道路交通法違反で在宅起訴されていた東京都議会議員で一人会派「SDGs東京」の木下富美子（無所属、板橋区選出）が議員職を辞すると記者会見で表明し、午後8時前に都議会の三宅茂樹議長に辞表を提出し受理された。これまで、都議会で2度に亘って辞職勧告決議を受けていた[897]。
  -  アメリカ合衆国のジョー・バイデン大統領は、連邦準備制度理事会の議長に現職のジェローム・パウエルを再任し、副議長に理事のラエル・ブレイナードを昇格させる人事を発表[898]。
- 23日 -  カザフスタンのヌルスルタン・ナザルバエフ元大統領が与党ヌル・オタンの党首職の辞任を表明[899]。
- 24日
  - 自由民主党会派などが提出した静岡県知事川勝平太の辞職勧告決議案が賛成多数で可決された[900]。当初、自民党会派は不信任決議案の提出を目指したが、可決の見通しが立たずに断念した。辞職勧告決議には法的拘束力はない[901]。
  - 10月の衆院選で鳥取2区で落選し比例中国ブロックで復活当選した立憲民主党の湯原俊二陣営の選挙対策本部長だった鳥取県議が、認められていない方法で集会参加を呼び掛ける文書を送ったとして、公職選挙法違反（法定外文書頒布）の疑いで書類送検された[902]。
  -  日越首脳会談。岸田文雄は、ベトナム首相のファム・ミン・チンを首相官邸に迎え、FOIPの実現や法に基づく国際秩序の維持、サプライチェーンの強靭化での連携を確認した[903]。
  -  ドイツの社会民主党（SPD）、同盟90/緑の党、自由民主党が連立政権樹立で合意。SPDの首相候補であるオラフ・ショルツ財務相の次期首相就任が確実に[904]。
  -  イスラエルのベニー・ガンツ国防相とモロッコのアブデルティフ・ルディ（フランス語版）国防管理相が会談し、諜報活動や軍事産業での協力、合同訓練などの軍事分野で連携を進めることで合意。イスラエルがアラブ諸国と軍事面で公式合意するのは初[905]。
- 25日
  - 自由民主党の派閥「平成研究会」は総会を開き、新会長に茂木敏充が就任する人事を決め、新体制が発足した[906]。
  - 立憲民主党熊本県連から2022年改選の参議院熊本県選挙区から出馬を要請されていた県議で元オリンピック選手の松野明美が要請の辞退を表明。県連から市議や県議での実績が評価されていた[907]。
  - 国際刑事警察機構は、次期総裁にアラブ首長国連邦のアフメド・ナセル・ライシ（英語版）を選出[908]。
- 26日
  - 日本維新の会の片山虎之助共同代表は、体調不良を理由に共同代表の職務を辞任する意向を自身の親族が党幹部に伝えた。片山は心臓が止まった状態で発見され、病院に搬送され蘇生後も容態は重篤な状態が続いている[909][910]。
  - ふるさと納税事業の契約事業者に便宜を図った見返りに約100万円を受け取ったとして、収賄容疑で佐賀県大町町の水川一哉町長が書類送検された[911]。
  -  サモア議会補欠選挙を執行。最終的に一つの真の神への信仰（英語版）（FAST）は31議席、人権擁護党（英語版）（HRPP）は22議席に[912]。
- 27日 - 日本維新の会は臨時党大会を開催し、代表選の見送りが決められ松井一郎の代表職続投が決まった。また、党常任役人会では片山虎之助参議院議員の共同代表辞任を了承した。松井は、共同代表の後任に党幹事長の馬場伸幸を指名すると表明[913]。幹事長には藤田文武（大阪12区）、政務調査会長に音喜多駿（東京都選挙区）、総務会長に柳ヶ瀬裕文（参議院比例区）を充て、党三役それぞれ40代以下で国政当選回数の少ない若手を抜擢した[914]。
- 28日
  - 自身の関連会社の資金を私的に流用したとして、元参議院議員の山内俊夫を業務上横領罪の容疑で逮捕[915]。
  - 福島県喜多方市議会議長が、2021年10月の衆院選の期間中に、支援する後援会に属する同僚議員5人に現金合わせて15万円を渡していたことが、公職選挙法に抵触の虞を指摘され、議長職の辞職願を提出した。議会は全会一致で認めた[916]。
  -  ホンジュラス国民議会議員・大統領選挙（英語版）を執行。左派野党連合のシオマラ・カストロが勝利宣言[917]。
- 29日
  - 日本の首相岸田文雄は、世界的な新たなコロナウイルス変異株の流行に際して、水際対策として「外国人の入国を30日から全世界を対象に禁止する」と断言[918]。
  - 10月の衆院選で福岡10区から自由民主党公認で出馬し落選した山本幸三元地方創生担当大臣の後援会幹部ら2人が、選挙運動の見返りに運動員に報酬を約束したとして、公職選挙法違反（買収の約束）の疑いで逮捕された[919]。
- 30日
  - 立憲民主党代表選挙を執行。決選投票の結果、泉健太政調会長が逢坂誠二元首相補佐官を破り党代表に選出[920]。
  - 総務省が2020年の国勢調査の確定値を公表し、次期衆院選小選挙区の「10増10減」の区割りが確定した。小選挙区調整はアダムズ方式に基づいている[921]。
  - 10月の衆院選で滋賀3区から日本維新の会公認で出馬していた候補が、選挙運動の見返りに運動員に報酬を支払ったとして、公職選挙法違反（買収）の疑いで書類送検された。運動員11人も書類送検され、その多くは大学生だった[922]。
  - 奈良市議会議員が、10月の衆院選で奈良県第1区から出馬し当選した立憲民主党の馬淵澄夫への投票を呼び掛ける選挙運動の見返りに、大学生2人に対して買収などを行ったとして公職選挙法違反の疑いで書類送検された。12月3日、この市議は記者会見を開き、「選挙違反はしていない」と述べた[923][924]。
  - 選挙運動を禁止されているにもかかわらず、10月の衆院選で大分2区から出馬した立憲民主党の吉川元への支援を求めたとして、同県竹田市職員計6人が書類送検された[925]。
  - 4月の糸魚川市長選挙期間中、現職の米田徹への投票を促すような声掛けを複数の糸魚川市の幹部職員にしたとして、公職選挙法違反（公務員の地位利用）の疑いで、当時の副市長が書類送検された[926]。
  -  バルバドスは独立55周年に英連邦王国から共和制に移行。初代大統領にサンドラ・メイソンが就任。イギリス連邦には留まる意向[927]。

### 12月
- 1日 - 立憲民主党新代表の泉健太は、新体制の役員人事を発表し、幹事長に西村智奈美、代表代行に逢坂誠二、政務調査会長に小川淳也、国会対策委員長に馬淵澄夫、選挙対策委員長に大西健介を充てた[928]。
- 2日
  - 自由民主党の石破茂は、自身が率いる水月会（石破派）について、退会者が続出した事から、他派閥との掛け持ちが可能な議員グループに移行させると表明[929]。また、水月会（石破グループ）に竹内功が新たに入会した[930]。
  -  オーストリアのアレクサンダー・シャレンベルク首相が辞任表明[931]。
- 3日
  - 内閣総理大臣補佐官（国家安全保障に関する重要政策および核軍縮・不拡散問題担当）に寺田稔、内閣官房参与（観光立国その他特命担当）に10月の衆院選で落選した石原伸晃元自民党幹事長が就任[932]。
  - 参議院議員で自由民主党の山田修路（石川県選挙区選出）は、来年3月任期満了を迎える石川県知事選挙への出馬を表明[933]。同月24日に参議院議員を辞職[934]。
  -  オーストリア国民党がカール・ネーハマー内相を新党首に選出[935]。
- 4日 -  ガンビア大統領選挙（英語版）を執行。現職のアダマ・バロウが53.2％の票を獲得し再選。ウサイヌ・ダルボエ（英語版）は27.7％、ママ・カンデー（英語版）は12.3％[936]。
- 5日 - 太宰府市長選挙が告示され、現職の楠田大蔵が無投票で再選[937]。
- 6日
  - 第207回国会召集[938]。
  - 高井崇志前衆議院議員がれいわ新選組の幹事長に就任[939]。
  -  アメリカ合衆国のジェン・サキホワイトハウス報道官は中国の新疆ウイグル自治区での人権侵害を理由に、2022年北京オリンピックに政府関係者を派遣しない「外交的ボイコット」を発表[940]。
  -  トリニダード・トバゴ議会選挙（英語版）を執行。進歩的民主主義愛国者（英語版）が14、人民国家運動（英語版）が1議席を獲得[941]。
  -  ソロモン諸島議会は、中華民国と断交し中華人民共和国と国交を結んだことに反発した野党が提出したマナセ・ソガバレ首相に対する不信任決議案を賛成15、反対32、棄権2の反対多数で否決[942]。
  -  ミャンマーの首都ネピドーの裁判所は、社会不安をあおった罪などで、国民民主連盟政権で国家顧問を務めたアウンサンスーチーと大統領を務めたウィンミンに対し、それぞれ禁錮4年の判決を言い渡した。スーチーは11件の罪状で訴追されており、今回が最初の判決[943]。同日、ミン・アウン・フライン国軍総司令官は判決を禁錮2年に減刑するよう指示[944]。
- 7日
  - 10月の衆院選で佐賀2区で落選し比例九州ブロックで復活当選した自由民主党の古川康の選挙運動の見返りに報酬を約束したなどとして、選挙運動員が公職選挙法違反（買収の約束）の疑いで逮捕された[945]。
  - 自由民主党は、10月の衆院選熊本2区で同党公認の野田毅を破り初当選した西野太亮の入党を決定[946]。
  - 香南市の清藤真司市長は、市発注工事を巡る官製談合事件で起訴された建設会社の元社長から10万円分の商品券を受け取っていたことを認め、道義的責任を取りたいとして、辞職する意向を表明[947]。
  - 超党派の議員連盟「みんなで靖国神社に参拝する国会議員の会」のメンバーが靖国神社に参拝を行った。自由民主党（89人）・日本維新の会（6人）・国民民主党（1人）・NHK党（1人）・無所属（2人）の衆参両院の国会議員99人で、第2次岸田内閣からは赤池誠章内閣府副大臣ら9人の副大臣と政務官が参拝。韓国外交部は報道官の論評を出し、深い憂慮と遺憾の意を表明し、「（日本が）歴史を正しく直視し、過去の歴史に対する謙虚な省察と真の反省を行動で示すとき、国際社会が日本を信頼できるという点をいま一度厳しく指摘する」との声明を発表。また、中国外交部は「断乎として反対する」と強く反発し、「80年前の今日、日本は真珠湾を奇襲し、太平洋戦争を発動した。大勢の政治家がきょうを選んで靖国参拝したのは決して偶然ではなく挑発だ」と批判の声明を出した[948][949][950]。
  - 内閣総理大臣の岸田文雄は、北京冬季オリンピック・パラリンピックの「外交的ボイコット」に触れ、「総合的に勘案し、国益の観点から判断をする」と表現した[951]。12月8日までに、アメリカ・イギリス・オーストラリア・リトアニア・カナダが「外交的ボイコット」を表明している[952]。
  -  ペルー共和国議会は、野党が「道徳的な能力の欠如」を理由に求めたペドロ・カスティジョ大統領の弾劾を求める提案について、反対76票、賛成46票（130議席）の反対多数で否決[953]。
- 8日
  - 愛知県第15区から出馬し落選した立憲民主党の関健一郎の当時の公設第一秘書が、衆院選の公示前に投票を呼びかける文書を郵送したとして、公職選挙法違反（法定外文書の頒布、事前運動）の疑いで書類送検された[954]。10日、関は年明けにも立憲民主党を離党する考えを明らかにした[955]。
  -  ドイツ連邦議会は、社会民主党のオラフ・ショルツを新首相に選出[956]。
  - 民主主義サミットを開催。アメリカ合衆国大統領ジョー・バイデンが主催し、100超の国と地域の首長などを招待[957][958]。バイデン政権が「専制主義国家」と位置づける中国やロシアなどは招待しない一方、中国が不可分の領土と位置づける台湾が参加[959]。
  -  スイス連邦議会は2022年度連邦大統領にイニャツィオ・カシス副大統領（197票中156票）、副大統領にアラン・ベルセを選出（204票中158票）[960]。
  -  ブルキナファソのクリストフ・ジョセフ・マリー・ダビレ（英語版）首相がロック・マルク・クリスチャン・カボレ大統領に辞表を提出し、内閣総辞職[961]。10日、カボレ大統領はラッシーナ・ゼルボ（英語版）を新首相に任命し[962]、13日に新政権の閣僚が承認された[963]。
- 9日
  - 自由民主党の派閥平成研究会（茂木派）に新たに後藤田正純（比例四国ブロック選出、当選8回）と上田英俊（富山県第2区選出、当選1回）が加入した。この加入により、平成研究会は同じく53人の志公会（麻生派）と並んで党内第2派閥となった。後藤田は水月会（石破派）を退会しての入会となった[964]。
  -  ニカラグア外務省は、台湾と断交して中華人民共和国と国交を結んだと発表。発表文でニカラグア外務省は「中華人民共和国が中国を代表する唯一の国だ。台湾は不可侵な中国の領土だ」と表明[965]。台湾外交部は「痛みと遺憾」の声明を出し、台湾側でもニカラグアとの協力関係を断って、職員を引き上げをさせると表明[966]。台北市の大使館は即日閉鎖された[967]。
- 10日
  - 自由民主党の石原伸晃は、自身が代表を務める党東京都第8選挙区支部が60万円の「雇用調整助成金」を受け取ったことで混乱を招いたなどとして、内閣官房参与（観光立国その他特命担当）を辞職[968]。
  - 10月の衆院選の大阪府第14区の反省会として宴会が催され、大阪市長の松井一郎や衆議院議員で大阪14区選出の青柳仁士、区域内の一部の市長・議員など約30人が3時間参加した問題で、松井は行動を認めて反省の念を述べた[969][970]。
  -  リトアニアのガブリエリュス・ランズベルギス外相が辞任表明。アメリカ合衆国がベラルーシに対して課した炭酸カリウムの輸送制限をリトアニアの鉄道が守っていないことに対し批判を浴びたことに対する引責[971]。14日にイングリダ・シモニーテ首相が辞任を却下[972]。
- 11日
  - G7外相会合開始。イギリス・リバプールで催され、議長国はイギリスが担った。対面・オンライン両形式での実施。日本からは外務大臣の林芳正が参加し、この会合が初の外遊となった[973]。また、この会合には現G7加盟国に加えて、韓国・オーストラリア・インド・南アフリカ共和国・ASEAN加盟国が招待された[974]。12日に閉幕[975]。
  - 日米外相会談[976]。
  - 内閣総理大臣の岸田文雄は、議員宿舎を退去して元首相野田佳彦以来9年ぶりに内閣総理大臣公邸に入居した。当面は岸田と秘書の長男が暮らす。入居の理由として、危機管理の強化を挙げている[977][978][979]。
  -  ドイツ与党「社会民主党」は、ラース・クリングベイル前幹事長と、サスキア・エスケン現党首の男女2人を新党首に選出[980]。
  -  ブルガリアのルメン・ラデフ大統領は、我々は変化を継続する（英語版）党首のキリル・ペトコフに組閣を要請[981]。13日、議会はペトコフを首班とする内閣を承認し、新政権が発足[982]。
- 12日
  - 富士市長選挙が告示され、現職の小長井義正が無投票で3選[983]。
  - 見附市長選選挙を執行。前市長の久住時男後継候補で元国土交通省官僚の稲田亮が初当選[984]。
  -  ニューカレドニア独立住民投票を執行。暫定結果では独立反対派が96.5％を占め独立は否決、投票率は43.9％と前回より大幅に低下[985]。
  -  沿ドニエストル共和国大統領選挙（英語版）を執行。現職のワジム・クラスノセリスキーが得票率87.04％で再選、セルゲイ・ピンザー（英語版）は12.96％[986]。
- 13日
  - 自由民主党は党紀委員会を開き、10月の衆議院で大阪10区から出馬した立憲民主党の辻元清美を応援した山崎拓元党副総裁について、党の規律を乱したとして1年間の党員資格停止処分を決めた[987]。
  - 立憲民主党の山田勝彦衆院議員は、11月に泥酔状態で親戚宅と間違えて別人宅の玄関ドアをたたき続けたため、警察に通報された問題で記者会見を行い、自身の行為を謝罪した上で党長崎県連副代表を11日付で辞任したことを明らかにし、任期中は禁酒も宣言した。後日、山田は夫婦宅に謝罪に訪れている[988]。
  -  韓国副首相のホン・ナムギが、TPPへの加入申請の意向を表明[989]。
  -  チュニジアのカイス・サイード大統領が、2022年1月より新憲法制定に向けたオンライン公聴会を開始し、起草する専門家会議の設置を行った上で、同年7月25日に新憲法制定に向けた国民投票を、同年12月17日に人民議会選挙を実施すると表明。それまで議会は停止状態を維持[990]。
  -  オランダのマルク・ルッテ首相率いる自由民主国民党と、民主66、キリスト教民主アピール、キリスト教連合の4党は連立政権を組むことで合意。3月の総選挙から合意までかかった日数は271日で、過去最長を記録[991]。15日、新政権組閣に向けた情報提供者（informateur）、ウーター・クールミーズ（英語版）とヨハン・レムクス（英語版）の両元副首相は、議会に4党による連立政権を樹立するとした最終報告書を提出[992]。16日、議会はルッテを組閣担当者（formateur）に任命した[993]。
- 14日
  - 立憲民主党は、所属する国会議員2人がそれぞれ代表を務める党支部が2020年に新型コロナウイルスによる臨時休校対策の助成金を受け取っていたと発表。両者共に返金の意向[994]。
  - 内閣総理大臣の岸田文雄は、安倍内閣で問題となった「桜を見る会」を自身の内閣では開催しないと答弁。また、安倍内閣で全世帯に2枚ずつ配布されたガーゼ製布マスクの在庫が8000万個あることについては、「検証、反省すべき点があったということは、しっかり受け止めなければならない」と述べた[995][996][997]。21日、岸田は「布製マスクは希望の方に配布した上で、年度内をめどに廃棄を行うよう指示した」と表明[998]。
  - 国家安全保障に関するシンポジウムが開催され、日本やアメリカ合衆国、台湾の議員らが参加。日本の元首相安倍晋三は、「中国のような経済大国が軍事的な冒険を追い求めれば、自殺行為になります」「中国に対し『領土の拡張を追い求めるべきではない』と強く言うべきだ」と中国を名指しで批判[999]。15日、中華人民共和国国務院は会見で、安倍の干渉発言に触れ「台湾は中国の一部であり日本の一部ではない」「軍国主義を受け継いで台湾独立勢力を支持しようと企むなら、計算違いだと日本の右翼政治屋に忠告する」と反発した[1000]。
- 15日
  - 2021年10月の衆院選において、京都府第1区から当選した自由民主党の勝目康の選挙運動員3人に報酬を支払う約束をした疑いで、京都府警察は京都府議会議員の岸本裕一を書類送検[1001]。15日までに「一身上の都合」で自民党会派を離党し、府議を辞職。11月から体調不良を理由に欠席をしていた[1002][1003]。
  - 「森友学園問題」を巡り、財務省の決済文書改竄を苦に自死した当時の近畿財務局職員の妻が、国と当時の理財局長の佐川宣寿に損害賠償を求めていた訴訟で、真相究明に消極的な国は妻側に事前に通告せずに請求額を全面的に認める「認諾」の手続きを取ったため、国に対する訴訟は同日終結した[1004][1005]。
  - 自由民主党本部が一方的に神奈川県第1区から出馬して落選した松本純の復党を容認した問題で、党幹事長の茂木敏充は党神奈川県連幹部に陳謝し、復党を白紙に戻した上で手続きをやり直す考えを示した[1006]。
  - 秩父市議会は、「議会への不誠実さや行政のトップとして責任感の欠如」を理由に北堀篤市長に対する問責決議案を賛成多数で可決[1007]。
  -  中露電話首脳会談がオンライン形式で実施された[1008][1009]。
  -  リトアニアは、駐中国外交代表団を中国から出国させた。リトアニアは「協議」のために呼び戻したと声明を発表し、大使館は当面遠隔で運営するとした[1010]。
  -  トンガ立法議会は首相指名選挙を行い、シャオシ・ソヴァレニ教育訓練相が16票を獲得し首相に選出。アイサケ・エケ元財務相は10票[1011]。
- 16日
  - 自由民主党の派閥「近未来政治研究会」は政治資金パーティを催し、森山裕が会長を務め、派閥を継承する意向を表明[1012]。
  - 自由民主党は2022年改選の参議院議員通常選挙の参議院比例区において、「表現の自由を守る会」最高顧問を務めている漫画家赤松健の擁立を調整。赤松自身も立候補の意志を固めている[1013][1014]。
  - ドイツの外務大臣のアンナレーナ・ベアボックは、2年前に発生した殺人事件の判決で「ロシア当局の委託があった」ことを受けて、外交官2人の追放を発表[1015]。
- 17日
  - 内閣総理大臣の岸田文雄は会見を開き、新型コロナウイルス包括強化対策を発表した。また、北新地ビル放火殺人事件の発生に際して、哀悼の意を表し、実態把握と再発防止に努めると表明[1016]。
  - ドイツキリスト教民主同盟党首選挙を執行。新党首にフリードリヒ・メルツを選出[1017]。
- 18日
  - 北朝鮮による拉致被害者家族連絡会前代表の飯塚繁雄が死去。岸田文雄首相や松野博一官房長官は、一刻の猶予もない現状で拉致問題解決の進展がないことをそれぞれ謝罪[1018]。
  - 2022年改選の参議院議員通常選挙福島県選挙区（改選数1）を巡り、現職の増子輝彦は無所属での立候補の意思を固めた。増子は、前回の参院選では野党統一候補として当選しているが、2020年度の野党再編では新党に加わらず、参院会派「自民党・国民の声」で活動している[1019]。
  -  アメリカ合衆国上院本会議にて、第31代駐日アメリカ合衆国大使にラーム・エマニュエルを起用する人事案が賛成多数で正式に承認された[1020]。
  -  イギリスの欧州連合（EU）担当国務相を担っていたデイヴィッド・フロスト（英語版）が辞任。ボリス・ジョンソン政権との政策面での相違などを理由としている[1021][1022]。後任についてはリズ・トラス外相が兼務する[1023]。
- 19日
  - 龍ケ崎市長選挙を執行。元茨城県議の萩原勇が、現職の中山一生ら2人を破り初当選[1024]。
  - 真鶴町長選挙を執行。選挙人名簿抄本を不正に持ち出して、町長選に使用したなどとして辞職した前町長の松本一彦が3候補を破り2選[1025]。
  - 立憲民主党岩手県連は、県連の新代表に参議院議員の横沢高徳（岩手県選挙区）を充てることを決めた。退任した前代表の小沢一郎は党県連の最高顧問に就任[1026]。
  -  香港立法会選挙を執行。90議席中民主建港協進連盟が19、香港工会連合会が8、新民党が5、自由党が4議席を獲得するなど親中派が89議席を占め圧勝[1027]。投票率30.2％は史上最低の低さ[1028]。
  -  中華民国にて「食の安全性」を問う成長促進剤「ラクトパミン」を使用したアメリカ産豚肉の再禁輸など4つの住民投票を実施。蔡英文総統率いる与党民主進歩党などは全てで反対を呼びかけ、結果は全てで否決された[1029][1030]。
  -  チリ議会選挙・大統領選挙（英語版）を執行。大統領選挙は、TPP批准に慎重姿勢を取る左派・社会融合党（英語版）のガブリエル・ボリッチが当選[1031]。
- 20日
  - 2021年度補正予算が参議院本会議で賛成多数で可決し、成立。一般会計の歳出は過去最大の35兆9895億円、歳入の6割には国債を当てる[1032][1033]。
  - 半導体の国内生産を政府が資金支援するための改正関連法が参院本会議で可決し、成立。熊本県が計画する台湾積体電路製造（TSMC）新工場が適用第１号となる見通し[1034]。
  - 自由民主党の衆議院議員石原宏高が宏池会（岸田派）への入会を表明。11月に近未来政治研究会を退会していた[1035]。
  - 新潟県議会議員の星野伊佐夫が自由民主党の離党届を党新潟県連に提出。2021年10月の衆院選で新潟県第5区から出馬し、比例北陸信越ブロックで当選した泉田裕彦が選挙運動で星野から裏金を要求されたと告発していた。星野は記者会見で「党に迷惑を掛け、県民も不信感を持った」と説明し、泉田の主張は「事実無根」と改めて否定している[1036]。
- 21日
  - 法務省は、古川禎久法務大臣の命令で3人の死刑を執行。岸田文雄内閣では初。欧州連合や人権団体、日本の弁護士など国内外からの批判は根強いが、官房副長官の木原誠二は国民世論や兇悪犯罪への対処を理由に死刑の廃止は適当でないと述べた[1037][1038][1039]。
  - 第207回国会（臨時会）会期末[1040]。
  - 立憲民主党の鉢呂吉雄参議院議員（北海道選挙区選出）は、2022年改選の参院選に同選挙区から立候補しない意向を表明[1041]。
  - 国民民主党は両院議員総会で、前原誠司を党選挙対策委員長、大塚耕平を党政務調査会長にそれぞれ充てる人事を了承[1042]。
  - 日本維新の会の井上英孝衆院議員は、第207回国会で委員会を開けなかったことを理由に挙げ、衆院科学技術・イノベーション推進特別委員長を辞任[1043]。
  - 長崎県知事選挙に現職で4選を目指す中村法道が無所属での出馬を表明[1044]。
  - 武蔵野市議会（26人）の本会議で、市内に3ヶ月以上住所がある18歳以上の住民に国籍を問わず投票への参加を容認する内容の住民投票条例案の採決があり、賛成11・反対14の反対多数で否決[1045]。
  -  イラク中央銀行は、同国政府のクウェート侵攻に対する賠償金の支払いが完済したと発表。賠償総額は524億USドル（現在のレートで計約5兆9900億円）に及んだ[1046]。
  -  大韓民国大統領府の金晋局民情首席秘書官は、息子が親の地位を使い就職活動をしていたと報じられたことを受け、辞意を表明[1047]。
- 22日
  - 参議院議員の柳田稔（広島県選挙区選出）が、来年の参院選には出馬せずに今期任期満了で政界を引退する意向を表明[1048]。
  -  フランス大統領エマニュエル・マクロンのファーストレディであるブリジット・マクロンは、「出生時の性別は男」との偽情報が拡まっていることに対して、法的措置をとる意向を担当の弁護士が表明[1049]。
  -  リビア代議院と選挙管理当局は、24日に予定されていた大統領選挙（英語版）の執行を断念。選管は2022年1月24日の実施を目指す方針[1050]。
  -  北マケドニアのゾラン・ザエフ首相が10月の地方選挙で敗北したことによる辞任を改めて表明。翌23日、議会はザエフの辞任を了承[1051]。29日、ステボ・ペンダロフスキ大統領ザエフの後任であるマケドニア社会民主同盟党首のディミタル・コバチェフスキを次期首相に指名し、組閣権限を付与[1052]。
- 23日
  - 2021年の衆院選で山口県第3区から当選した林芳正の後援会の入会申込書を複数の県幹部を通じて職員に配り、氏名などを記入させた公職選挙法違反（公務員の地位利用）の疑いで山口県副知事と山口市幹部職員2人を書類送検[1053]。24日、公選法違反の罪で3人を略式起訴[1054]。同日、副知事は山口県知事の村岡嗣政に辞職願を提出し、承認された[1055]。
  - 元参議院議員で前回は自由民主党から出馬していた岩城光英が、2022年の参院選福島県選挙区から無所属で立候補する意思を固めた[1056]。
- 24日
  - 大阪府と大阪市は、元内閣総理大臣補佐官の和泉洋人を特別顧問として起用することを発表[1057]。
  - 日本政府は、2022年北京冬季オリンピックに政府高官による代表団派遣を見送ると発表。アメリカやイギリスなどに随伴した形で、事実上の「外交ボイコット」となる。東京オリンピック・パラリンピック競技大会組織委員会会長の橋本聖子や日本オリンピック委員会代表理事会長の山下泰裕ら3名を派遣予定[1058][1059]。同日、中国外交部報道局副局長の趙立堅は、日本政府高官の見送りに関して「スポーツを政治化しないという約束を実行するよう日本側に促す」と不快の念を呈し、2020年の東京大会で中国が通常開催を支持したことに触れて「中日が双方のオリンピック開催を相互に支持するという約束」の履行を求めた[1060]。
  - 笠岡市議会は、農業振興施設改修費の予算化で市が手続きミスを隠し、別な理由を挙げて計上していたとして議員が緊急動議で提出した、小林嘉文市長と副市長に対する辞職勧告決議案をそれぞれ賛成多数で可決[1061]。
  - 2022年から2024年までの国際連合分担金の新たな比率を定めた決議が国際連合総会で採択され、上位で多い順にアメリカ合衆国（22%）、中国（15.25%）、日本（8.03%）となった[1062]。
  -  アメリカ合衆国の大統領ジョー・バイデンは、中国国内の新疆ウイグル自治区に住む少数民族らへの強制労働で生産されたと見られる製品をアメリカ国内への輸出を原則禁じる「ウイグル強制労働防止法（英語版）」に署名し、同法が成立[1063][1064]。同日、中国政府は遺憾と断乎として拒否する声明を発表[1065]。
  -  大韓民国の文在寅政権は12月31日付で行う新年の特別赦免・減刑・復権措置に朴槿恵元大統領、韓明淑元国務総理を含めることを決定（朴は釈放、韓は復権）。李明博元大統領は赦免の対象から除外[1066]。
  -  カンボジア与党の人民党は、中央委員会を開き、フン・セン首相の長男のフン・マネット陸軍司令官を将来の首相候補に全会一致で指名[1067]。
- 25日
  -  中国共産党は、党新疆ウイグル自治区委員会書記を陳全国から、党広東省委員会副書記の馬興瑞に交代させる人事を決めた[1068]。
- 26日
  - 東久留米市長選挙を執行。自由民主党・公明党推薦で元市議長の富田竜馬が、国民民主党・都民ファーストの会推薦の元都議や日本共産党・社会民主党推薦の元市議を破り初当選[1069][1070]。
  - 土庄町長選挙を執行。新人で前町議の岡野能之が、現職の三枝邦彦ら4人を抑えて初当選[1071][1072]。
  - 2021年10月の衆院選で、佐賀県第2区から出馬して比例九州ブロックで当選した自由民主党の古川康の選挙事務所事務員を含む支援者2人を公職選挙法違反（買収）の疑いで逮捕[1073]。
  -  大韓民国与党系の共に民主党と開かれた民主党が合流することで合意した文書を発表。2022年1月半ばに共に民主党の名前で統一する[1074]。
- 27日 -  ソマリアのモハメド・アブドゥライ・モハメド大統領がモハメド・フセイン・ローブル首相に汚職疑惑があるとして権限を停止、内閣報道官は違憲と主張[1075][1076]。
- 28日
  - 元衆議院議員の遠山清彦ら4人が貸金業法違反（無登録）で在宅起訴された[1077]。
  - 立憲民主党は常任幹事会で、4月の参院広島選挙区再選挙で野党各党の支援を受けて初当選した宮口治子の入党を承認[1078]。
  - 雲南市の原仁史前市長が、市長在職中の2020年12月、入院していた病院で女性看護師に耳たぶをかみちぎるなどの暴行を加えたとして、傷害罪で略式起訴された[1079]。
  -  韓国外交部は、日本の文化庁文化審議会が佐渡金山を来年のUNESCOの世界文化遺産への推薦候補として選定したことを受け、戦時中に朝鮮半島出身者の強制労働の現場であったため、在韓日本大使館の広報文化院長を呼び抗議し、論評で即刻撤回を求めた[1080]。
- 31日 -  国際連合事務総長のアントニオ・グテーレスが1期目の任期を満了[1081]。

## 死去

### 1月
- 2日
  - 桑名義治：元参議院議員、元衆議院議員【公明党所属】（* 1930年）[1082]
  - モディボ・ケイタ（英語版）： 第8代マリ共和国首相、元外相（* 1942年）[1083]
- 9日 - 左藤恵：元衆議院議員【自由民主党・新生党・新進党・国民の声所属】、第45代郵政大臣、第53代法務大臣、第25代国土庁長官（* 1924年）[1084]
- 13日 - セヨウム・メスフィン（英語版）： 元エチオピア外相、元中国大使（* 1949年）[28]
- 19日 - 伊藤英成：元衆議院議員【民社党・新進党・新党友愛・民主党所属】（* 1941年） [1085]
- 20日 - シブシソ・モヨ（英語版）： ジンバブエ外相（* 1960年）[1086]
- 25日
  - 浦野烋興：元衆議院議員【自由民主党所属】、第53代科学技術庁長官（* 1941年）[1087]
  - 相川宗一：元浦和市長、初代さいたま市長（* 1942年）[1088]
- 26日
  - 大野つや子：元参議院議員【自由民主党所属】（* 1934年）[1089]
  - カルロス・オルメス・トルヒジョ： コロンビア国防相、元外相（* 1951年）[1090]
  - セルゲイ・プリホチコ： 元ロシア連邦副首相・内閣官房長官（* 1957年）[1091]
- 30日 - 越智通雄：元衆議院議員【自由民主党所属】、第41・44代経済企画庁長官、第2代金融再生委員会委員長（* 1929年）[1092]

### 2月
- 1日 - アレクサンドル・ナザルチュク： 元ロシア連邦農業大臣（* 1939年）[1093]
- 2日 - エドヴァルト・バビュフ（英語版）： 第5代ポーランド人民共和国首相（* 1927年）[1094]
- 3日 - 藤野勝：東京都武蔵村山市長（* 1947年）[1095]
- 4日 - 李載佾： 元北朝鮮朝鮮労働党中央委員会宣伝扇動部第1副部長（* 1934年）[1096]
- 6日 - ジョージ・シュルツ： 第60代アメリカ合衆国国務長官、第62代財務長官、第11代労働長官（* 1920年）[1097]
- 10日 - 鶴岡洋：元衆議院議員、元参議院議員【公明党所属】（* 1932年）[1098]
- 14日 - カルロス・メネム： 第50代アルゼンチン共和国大統領、元ラ・リオハ州知事（* 1930年）[1099]
- 15日 - ロウシュ・シャーウィース（英語版）： クルディスタン地域におけるクルディスタン民主党支配地域の初代自治政府首相、イラク暫定政権副大統領、イラク移行政府副首相（* 1947年）[1100]
- 16日 - グスタボ・ノボア（英語版）： 第40代エクアドル大統領（* 1937年）[1101]
- 17日 - セイフ・シャリフ・ハマド（英語版）： 初代ザンジバル副大統領、第2代主任大臣（首相格）（* 1943年）[1102]
- 23日 - アハマド・ザキ・ヤマニ： 元サウジアラビア石油鉱物資源相（* 1930年）[1103]
- 24日
  - 児玉健次：元衆議院議員【日本共産党所属】（* 1933年）[1104]
  - ンシンガ・ウジュー： 元ザイール国家第一委員（首相格）（* 1934年）[1105]
- 26日
  - 小森龍邦：元衆議院議員【日本社会党・新社会党所属】（* 1932年）[1106]
  - マイケル・ソマレ： 初・3・11代パプアニューギニア首相、元自治政府首相、元外相、元東セピック州知事（* 1936年）[1107]

### 3月
- 1日 - アナトリイ・ズレンコ： 元ウクライナ外務大臣（* 1938年）[1108]
- 2日 - 佐藤誼：元衆議院議員【日本社会党所属】（* 1937年）[1109]
- 4日 - 東郷哲也：元衆議院議員【自由民主党所属】（* 1971年）[1110]
- 5日 - ムハンマド・サイード・アッ＝サッハーフ： 元イラク外務大臣、情報大臣（* 1940年）[1111]
- 10日
  - アリ・マフディ・ムハンマド： 第4代ソマリア大統領（* 1939年）[1112]
  - ハメド・バカヨコ（英語版）： 第12代コートジボワール首相（* 1965年）[167]
  - マニュエル・サトゥルニノ・ダ・コスタ（英語版）： 第6代ギニアビサウ首相（* 1942年）[1113]
- 11日 - 山崎広太郎：元福岡市長、元衆議院議員【日本新党、新進党所属】（* 1941年）[1114]
- 13日 - 小野清子：元参議院議員【自由民主党所属】、第69・70代国家公安委員会委員長（* 1936年）[1115]
- 16日 - ムドゥード・アフメド（英語版）： 第7代バングラデシュ首相、元副大統領（* 1940年）[1116]
- 17日 - ジョン・マグフリ： 第5代タンザニア連合共和国大統領（* 1959年）[1117]
- 24日
  - 工藤堅太郎：元参議院議員、元衆議院議員【新生党・新進党・自由党・民主党所属】（* 1942年）[1118]
  - ハムダーン・ビン・ラーシド・アール・マクトゥーム： アラブ首長国連邦副首相（ドバイ副首長）、財務相（* 1945年）[1119]
- 28日 - ディディエ・ラツィラカ： 第2・4代マダガスカル大統領、元最高革命評議会議長（* 1936年）[1120]
- 29日 - バシキム・フィノ（英語版）： 第5代アルバニア首相（* 1962年）[1121]
- 31日
  - 許水徳（中国語版）： 元中華民国・高雄市長、元台北市長、元国民党秘書長、元内政部長（* 1931年）[1122]
  - カマル・ガンズーリ（英語版）： 元エジプト・アラブ共和国首相（* 1933年）[1123]

### 4月
- 2日 - 三井辨雄：元衆議院議員【民主党所属】、第15代厚生労働大臣（* 1942年）[1124]
- 5日 - 萩原弥惣治：元群馬県前橋市長（* 1933年） [1125]
- 9日
  - ラムゼイ・クラーク： 第66代アメリカ合衆国司法長官（* 1927年）[1126]
  - 重野安正：元衆議院議員【社会民主党所属】、元社会民主党幹事長（* 1941年）[1127]
- 12日
  - シャーリー・ウィリアムズ： 元イギリス下院議員（* 1930年）[1128]
  - 楊雄： 元上海市人民政府市長（* 1953年）[1129]
- 13日 - 宮島滉：元参議院議員【自由民主党所属】（* 1927年）[1130]
- 14日 - ユルドゥルム・アクブルト： 第47代トルコ首相（* 1935年）[1131]
- 19日 - ウォルター・モンデール： 第42代アメリカ合衆国副大統領、第24代駐日アメリカ合衆国特命全権大使（* 1928年）[1132]
- 20日 - イドリス・デビ： 第7代チャド共和国大統領（* 1952年）[253]
- 25日 - 宇田川芳雄：元衆議院議員【無所属の会所属】（* 1929年） [1133]
- 28日
  - 横手文雄：元衆議院議員【民社党所属】（* 1935年）[1134]
  - フェデリコ・サラス（英語版）： 第134代ペルー共和国首相、元ワンカベリカ県知事（* 1950年）[1135]

### 5月
- 4日 - サイモン・アシディ・アシュ（英語版）： 元カメルーン首相（* 1934年）[1136]
- 7日 - エゴール・リガチョフ： 元ソビエト連邦共産党政治局員（* 1920年）[1137]
- 8日 - 李漢東： 第33代大韓民国国務総理（* 1934年）[1138]
- 16日 - ヤコブ・ラザロスキ（英語版）： 元マケドニア共産主義者同盟中央委員会書記（* 1936年）[1139]
- 17日 - バディ・ローマー（英語版）： 元アメリカ合衆国下院議員、第52代ルイジアナ州知事（* 1943年）[1140]
- 25日 - ジョン・ウォーナー： 第61代アメリカ合衆国海軍長官（* 1927年）[1141]
- 27日
  - ポール・シュルター（英語版）： 第37代デンマーク首相（* 1929年）[1142]
  - ジャイメ・レルネル： 元パラナ州知事（* 1937年）[1143]

### 6月
- 2日 - 山崎力：元参議院議員【新進党・改革クラブ・自由民主党所属】（* 1947年）[1144]
- 3日
  - アヌルード・ジュグノート： 第2・4・7代モーリシャス首相、第4代大統領（* 1930年）[1145]
  - 谷津義男：元衆議院議員【自由民主党所属】、第31-32代農林水産大臣（* 1934年）[1146]
- 7日
  - 蘇毅然： 元中国共産党山東省委員会書記（* 1918年）[1147]
  - グリエルモ・エピファーニ： 元イタリア民主党書記長（*1950年）[1148]
- 11日 - 張左己： 元中華人民共和国労働社会保障部部長・黒竜江省人民政府省長・中国人民政治協商会議全国委員会経済委員会主任委員（* 1945年）[1149]
- 14日 - エンリケ・ボラーニョス： 第47代ニカラグア大統領（* 1928年）[1150]
- 17日 - ケネス・カウンダ： 初代ザンビア大統領（* 1924年）[1151]
- 21日 - 田中啓一：元埼玉県蕨市長（* 1926年）[1152]
- 22日 - 奥田建：元衆議院議員【民主党所属】（* 1959年） [1153]
- 24日
  - ベニグノ・アキノ3世： 第15代フィリピン共和国大統領（* 1960年）[1154]
  - チャン・ティエン・キエム（英語版）： 第11代南ベトナム首相（* 1925年）[1155]
- 26日
  - ミール・ハザール・カーン・コーソー（英語版）： 元パキスタン暫定首相、元バローチスターン州知事代行（* 1929年）[1156]
  - マイク・グラベル： 元アメリカ合衆国上院議員（* 1930年）[1157]
  - ホセ・アントニオ・モラレス・エールリッヒ（英語版）： エルサルバドル革命政府（元首格）メンバー、元サンサルバドル市長（* 1935年）[1158]
- 29日
  - ドナルド・ラムズフェルド： 第13・21代アメリカ合衆国国防長官（* 1932年）[1159]
  - ボンフォー・アッバス（～30日）： 元トーゴ暫定大統領、元議会副議長（* 1948年）[1160]

### 7月
- 3日 - 何康： 元中華人民共和国農牧漁業部長（* 1923年）[1161]
- 5日 - 志賀節：元衆議院議員【自由民主党所属】、第23代環境庁長官（* 1933年）[1162]
- 6日 - パトリック・ジョン（英語版）： 第2代英領ドミニカ自治州首相、初代ドミニカ国首相（* 1938年）[1163]
- 7日
  - ジョブネル・モイーズ： 第40代ハイチ大統領（* 1968年）[476][477]
  - （7日発表）アナトリー・フランチュク（英語版）： 第4・6・8代クリミア自治共和国首相（* 1935年）[1164]
- 8日
  - 三角保之：元熊本市長（* 1940年）[1165]
  - フランク・ルイ（英語版）： 第3代ニウエ首相（* 1935年）[1166]
- 9日 - ジェフ・マクーボ（英語版）： ヨハネスブルグ市長（* 1968年）[1167]
- 11日 - 藤井富雄：元東京都議会議員、元公明代表、元公明党最高顧問（* 1924年）[1168]
- 14日
  - 小沢和秋：元衆議院議員【日本共産党所属】（* 1931年）[1169]
  - マムヌーン・フセイン： 第12代パキスタン大統領、元シンド州知事（* 1940年）[1170]
- 19日 - アルトゥーロ・アルマンド・モリーナ（英語版）： 元エルサルバドル大統領（* 1927年）[1171]
- 20日 - ニャン・ウィン（英語版）： ミャンマー国民民主連盟報道官（* 1942年）[1172]
- 22日 - ボリス・チョチエフ（英語版）： 元南オセチア首相代行（* 1957年）[1173]
- 25日 - オテロ・デ・カルヴァーリョ（英語版）： ポルトガルの元軍人、極左革命家、カーネーション革命指導者（* 1936年）[1174]
- 26日 - マイク・エンジ（英語版）： 元アメリカ合衆国上院議員、元上院予算委員長（* 1944年）[1175]
- 28日
  - オレグ・バクラーノフ： 元ソビエト連邦国防会議第一副議長、国家非常事態委員会メンバー（* 1932年）[1176]
  - 江田五月：元参議院議員、元衆議院議員【社会民主連合、日本新党、新進党、民主党、民進党所属】、第27代参議院議長、第86代法務大臣、第16代環境大臣、第50代科学技術庁長官（* 1941年） [1177]
- 29日 - カール・レビン（英語版）： アメリカ合衆国上院議員、元上院軍事委員長（* 1934年）[1178]

### 8月
- 3日 - アーサー・ディオン・ハンナ（英語版）： 第7代バハマ総督（* 1928年）[1179]
- 5日 - イェヴヘーン・マルチューク： 第4代ウクライナ首相（* 1941年）[1180]
- 8日 - ポール・ヘリヤー： 元カナダ運輸大臣・国防大臣（* 1923年）[1181]
- 9日
  - セルゲイ・コワリョフ（英語版）： 元ロシア国家院議員（* 1930年）[1182]
  - レスター・バード： 第2代アンティグア・バーブーダ首相、元外相（* 1938年）[1183]
- 14日
  - 葉梨信行：元衆議院議員【自由民主党所属】、第35代自治大臣（* 1928年）[1184]
  - カルロス・コレイア： 第5・7・17・21代ギニアビサウ共和国首相（* 1933年）[1185]
- 15日 - アブデルハミド・ブラヒミ（英語版）： 第3代アルジェリア首相（* 1936年）[1186]
- 24日 - イッセン・ハブレ： 第6代チャド大統領、第3代チャド首相（* 1942年）[1187]
- 25日 - モーシン・アフマド・アル＝アイニ（英語版）： イエメン・アラブ共和国（北イエメン）元首相、元外相（* 1932年）[1188]
- 28日
  - 姜春雲（中国語版）： 元中華人民共和国国務院副総理、元中国共産党山東省委員会書記（* 1930年）[1189]
  - 金人慶： 元中華人民共和国財政部長（* 1944年）[1190]
- 29日 - 橋本敦：元参議院議員【日本共産党所属】（* 1928年）[1191]

### 9月
- 5日 - ジヴコ・ラディシッチ（英語版）： 第2代ボスニア・ヘルツェゴビナ大統領評議会議長（* 1937年）[1192]
- 7日 - 北川イッセイ：元参議院議員【自由民主党所属】、元国土交通副大臣（* 1942年）[1193]
- 8日
  - 今川正美：元衆議院議員【社会民主党所属】（* 1947年）[1194]
  - エフゲニー・ジニチェフ： ロシア非常事態相（* 1966年）[1195]
- 10日
  - ジョルジェ・サンパイオ： 第18代ポルトガル大統領（* 1939年）[1196]
  - シャルル・コナン・バニー： 第7代コートジボワール首相（* 1942年）[1197]
- 11日 - フン・クアン・タイン： 元ベトナム国防大臣（* 1949年）[1198]
- 13日 - ボリサヴ・ヨヴィッチ： 第14代ユーゴスラビア社会主義連邦共和国大統領（* 1928年）[1199]
- 14日 - ヴィクトル・カザンツェフ： 元ロシア南部連邦管区大統領全権代表（* 1946年）[1200]
- 16日 - カジミール・オイエ・ムバ： 第3代ガボン首相、元外相（* 1942年）[1201]
- 17日
  - アブデルアジズ・ブーテフリカ： 第9代アルジェリア大統領（* 1937年）[1202]
  - 竹下亘：衆議院議員【自由民主党所属】、第3・4代復興大臣、第55代党総務会長（* 1946年）[625]
- 18日 - ジョリディ・マトンゴ（英語版）： ヨハネスブルグ市長（* 1975年）[1203]
- 21日 - ムハンマド・フセイン・タンターウィー： 元エジプト国家元首代行、元国防大臣（* 1935年）[1204]
- 22日 - アブデルカデル・ベンサラー： 元アルジェリア大統領代行、元国民評議会議長（* 1941年）[1205]

### 10月
- 9日 - アボルハサン・バニーサドル： 初代イラン大統領（1933年）[1206]
- 12日 - ラウル・バドゥエル（英語版）： 元ベネズエラ国防相（* 1950年）[1207]
- 14日
  - 森山眞弓：衆議院議員、参議院議員【自由民主党所属】、第71代法務大臣、第118代文部大臣、第52代内閣官房長官、第22代環境庁長官（* 1927年）[1208]
  - 李完九： 第43代大韓民国国務総理（* 1950年）[1209]
- 15日 - デイビッド・エイメス： イギリス庶民院議員（* 1952年）[1210]
- 17日 - アフマド・シャー・アフマドザイ： 元アフガニスタン首相代行（* 1943年）[1211]
- 18日 - コリン・パウエル： 第65代アメリカ合衆国国務長官（* 1937年）[1212]
- 21日 - 鹿野道彦：衆議院議員【自由民主党、新進党、民主党など所属】、第14・52・53代農林水産大臣、第12代総務庁長官（* 1942年）[1213]
- 25日 - フォフィ・ゲンニマタ（英語版）： 元全ギリシャ社会主義運動党首（* 1964年）[1214]
- 26日 - 盧泰愚： 第13代大韓民国大統領（* 1932年）[1215]
- 29日 - クレマン・ムアンバ（英語版）： 第16代コンゴ共和国首相（* 1943年）[1216]
- 31日 - キャサリン・ティザード： 元オークランド市長、第16代ニュージーランド総督（* 1931年）[1217]

### 11月
- 2日 - 小川洋：公選第17-19代福岡県知事（1949年）[1218]
- 6日
  - エフィム・ズヴャギリスキー： 元ウクライナ首相代行（1933年）[1219]
  - シセ・マリアム・カイダマ・シディベ（英語版）： 元マリ共和国首相（1948年）[1220]
- 11日
  - フレデリック・ウィレム・デクラーク： 第7代南アフリカ共和国大統領、アパルトヘイト廃止後初代副大統領、第7代国民党党首（* 1936年）[1221]
  -  李應元（英語版）：元中華民国立法院議員、元行政院秘書長、元環境保護署長（* 1953年）[1222]
- 12日 - マシュー・フェスティング（英語版）： 第79代マルタ騎士団総長（* 1949年）[1223]
- 19日 - 唐沢俊二郎：衆議院議員【自由民主党所属】、第47代郵政大臣、第32代党総務会長（* 1930年）[1224]
- 22日 - 坂井弘一：元衆議院議員【公明党】所属（* 1929年）[1225]
- 23日
  - 全斗煥： 第11-12代大韓民国大統領（* 1931年）[1226]
  - ジェームズ・フィッツ＝アレン・ミッチェル（英語版）： 第2代英領セントビンセント自治政府首相、第2代セントビンセント・グレナディーン首相、元外相（* 1931年）[1227]
- 28日 - ノロドム・ラナリット： 元カンボジア暫定国民政府共同首相、元第一首相、元国民議会議長（* 1944年）[1228]

### 12月
- 5日
  - ボブ・ドール： 元アメリカ合衆国連邦上院議員、元連邦下院議員、1996年大統領選挙共和党候補（* 1923年）[1229]
  - 矢田部理：元参議院議員【日本社会党・新社会党所属】、初代新社会党委員長（* 1932年）[1230]
- 6日 - コーレ・ウィロック（英語版）： 元ノルウェー首相、元オスロ・アーケシュフース県知事（* 1928年）[1231]
- 7日 - ムスタファー・ベン・ハリーム（英語版）： 第3代リビア王国首相、元外相（* 1921年）[1232]
- 8日 - スサーナ・ヒグチ： 元ペルー共和国議会議員、元アルベルト・フジモリ大統領夫人（* 1950年）[1233]
- 9日 - オタル・パツァツィア（英語版）： 第3代グルジア共和国首相（* 1929年）[1234]
- 12日 - ポーリアス・マタネ（英語版）： 第8代パプアニューギニア総督（* 1931年）[1235]
- 14日 - （この日までに死去）金英柱： 朝鮮民主主義人民共和国（北朝鮮）最高人民会議常任委員会名誉副委員長、元国家副主席、元朝鮮労働党政治局員（* 1920年）[1236]
- 15日 - ファーイズ・タラーウネ（英語版）： 元ヨルダン首相、元外相（* 1949年）[1237]
- 16日 - 桑島博：元盛岡市長（* 1932年）[1238]
- 21日 - カーライル・グリーン： 第5代グレナダ総督（* 1932年）[1239]
- 23日 - 鄭雄（朝鮮語版）：第13代韓国国会議員（* 1928年）[1240]
- 26日 - カロロス・パプーリアス： 第7代ギリシャ大統領、元外相（* 1929年）[1241]
- 28日 - ハリー・リード： 元アメリカ合衆国上院議員、第24代上院多数党院内総務（* 1939年）[1242]